# Pierre Goldman
Pour les articles homonymes, voir Goldman.
Pierre Goldman né le 22 juin 1944 à Lyon et mort assassiné le 20 septembre 1979 à Paris, est un militant d'extrême-gauche ayant évolué vers l'action violente et le banditisme. Durant son incarcération, il devient écrivain, puis journaliste après sa libération.
Il est le demi-frère aîné du chanteur Jean-Jacques Goldman.
Étudiant à la Sorbonne, il prend une part active entre 1962 et 1968 aux services d'ordre de syndicats et groupuscules étudiants d'extrême-gauche (UEC, UNEF, Front universitaire antifasciste). Il effectue ensuite des séjours en Amérique latine, où il tente de participer à la guérilla au Venezuela.
De retour en France, il commet une série de vols à main armée en décembre 1969. Il est arrêté le 8 avril 1970. Accusé de trois agressions à main armée et du meurtre, en décembre 1969, de deux pharmaciennes lors d'une tentative de hold-up, il comparaît devant la cour d'assises de Paris en décembre 1974. Le 14 décembre, il est condamné à la réclusion criminelle à perpétuité avec circonstances atténuantes. Un mouvement d'opinion en sa faveur se développe, animé par des artistes et des intellectuels. Le jugement est cassé en 1975 pour vice de forme. Il est acquitté du meurtre des deux pharmaciennes lors du second procès en 1976 à Amiens.
Durant son incarcération, il écrit une autobiographie, publiée peu avant son deuxième procès sous le titre Souvenirs obscurs d'un juif polonais né en France. Le livre obtient un grand succès critique et public. Il y explique notamment que ses deux parents étaient des héros de la résistance juive communiste en France et que son propre comportement était dicté par l'obsession de les égaler dans une époque pacifiée.
Après sa libération, il collabore au quotidien Libération.
Son assassinat en 1979 est revendiqué par un appel téléphonique anonyme au nom d'un groupe présumé d'extrême-droite nommé Honneur de la Police et n'a jamais été élucidé.
Le 27 septembre 1979, ses funérailles au cimetière du Père-Lachaise sont suivies par plus de 10 000 personnes.

## Biographie

### Deux parents juifs, polonais, communistes et résistants
Les parents de Pierre Goldman sont tous deux des juifs polonais et résistants, venus en France dans l'entre-deux-guerres, et tous deux dirigeants de l'organisation communiste des FTP-MOI pendant la Seconde Guerre mondiale. Ils ne se sont jamais mariés et ont vécu pendant l'occupation sous le pseudonyme de Legrand.
Son père, Alter Mojsze Goldman (1909-1988), arrive en France en 1924. Il se fait embaucher dans les mines de Trémuson en Bretagne. Après avoir résidé à Fleury-sur-Loire, il s'installe en 1927 à Paris, où il trouve un emploi d’ouvrier dans un atelier de confection. Naturalisé le 13 juillet 1930, il s'enrôle pour deux ans dans les chasseurs d'Afrique, puis redevient ouvrier tailleur à Paris. Proche des communistes, il se montre très actif au sein du Yiddishe Arbeiter Sporting Kloub (YASK, « Club sportif ouvrier juif »). Mobilisé en septembre 1939, il participe à la bataille de France de mai-juin 1940. Blessé, il reçoit la croix de guerre (en 1961, il recevra la Légion d'honneur). Démobilisé, il rejoint à Lyon en 1942 la « résistance juive », à l’état embryonnaire, dans les groupes d'immigration polonais qui deviennent le mouvement communiste des FTP-MOI. Il fait partie de l’Union des Juifs pour la Résistance et l'Entraide (UJRE) en 1943. En juin 1944, Il est nommé responsable militaire de la zone Sud. Il organise des groupes de combat à Toulouse, Marseille, Agen, Grenoble ou encore Avignon. 
Sa mère est Janine Sochaczewska (1914-1993),. Née à Łódź, elle a connu les pogroms antisémites puis a dû fuir la répression anticommuniste à 15 ans, d'abord pour Berlin où elle milite au sein du Rote Front (« Front rouge ») puis pour la France. Elle y devient salariée de la Main-d'œuvre immigrée (MOI), section polonaise, chez les mineurs de charbon du Nord-Pas-de-Calais, où le PCF fait une percée avant-guerre. Menacée d'expulsion, elle se réfugie chez les mineurs de charbon de Saint-Étienne (Loire) et d'Alès-La Grand-Combe (Gard), qui s'opposent à une nouvelle tentative d'expulsion en 1938. À la fin de la guerre d'Espagne (1936-1939), le grand-père de Pierre Goldman a été assassiné par les nazis ainsi que le premier mari de sa mère. Cette dernière est internée en 1939 au camp de Rieucros, situé à Mende en Lozère. Elle obtient l’autorisation d’émigrer au Mexique, mais préfère se cacher à Marseille et rejoint la Résistance juive communiste à Lyon et Grenoble. Elle y met en place des imprimeries clandestines.

### Enfance
Pierre Bernard Goldman naît le 22 juin 1944 à Lyon. Des armes et de la propagande anti-allemande sont dissimulées dans son berceau. Sa mère se trouve à Grenoble au moment de la libération de la ville. Dans L'homme qui est entré dans la loi, Pierre Goldman, Wladimir Rabinovitch explique que Pierre Goldman a grandi et vécu dans la haine du nazisme et de l'antisémitisme.
Le couple se sépare après la libération. Janine Sochaczewska quitte l'appareil communiste puis rentre en Pologne en 1948 pour devenir professeur dans un lycée de Varsovie sans rôle politique. Opposé au départ de son fils, Alter Goldman le récupère et le confie à sa tante. Puis en 1949, il prend sa garde avec sa nouvelle épouse, Ruth Ambrunn.
Pierre Goldman a six ans quand naît du remariage de son père, sa demi-sœur, Évelyne, futur médecin. Un an après, ce sera son premier demi-frère, le futur chanteur Jean-Jacques Goldman, puis trois ans après, Robert Goldman, futur auteur-compositeur. Son père et sa mère d'adoption prennent leurs distances définitives avec le PCF à l'hiver 1952-1953, après l'épisode antisémite du prétendu « complot des blouses blanches » en URSS.
Pierre Goldman est un élève inadapté au système scolaire et change plusieurs fois de lycée, même s’il franchit les obstacles jusqu’au baccalauréat, passé en candidat libre.

### Adolescence: Pologne et guerre d'Algérie
À l'âge de 13 ans, Pierre Goldman revoit sa mère après dix ans de séparation. Il est tiraillé entre les séjours l'été chez elle et sa rébellion, teintée d'admiration, face à « l'autorité de son père », gérant d'un magasin de sports à Montrouge. Sa sœur aînée, née en France en 1933 et orpheline de père, quittera la Pologne pour Israël en 1966.
Interne à partir de l'âge de 12 ans, Pierre Goldman est exclu une première fois d'un lycée à 15 ans, au lycée d'Évreux où il a effectué deux ans de scolarité. L'année suivante, il est exclu du lycée pour avoir participé à une mobilisation d'internes contre la discipline d'un surveillant général jugé « pervers ». Quand son père vient le chercher, « pris d’une violente crise » d'incompréhension, car il était très attaché à cet internat, il casse du mobilier dans la salle d'études, s'enfuit à travers le bâtiment principal et tombe à travers une verrière : « On déclara que j’avais tenté de me suicider, qu’il s’agissait d’un acte manqué ».
À presque 17 ans, il suit avec inquiétude le putsch des généraux d'Alger en avril 1961, dans le local du parti communiste à Montrouge. Souhaitant se battre contre les putschistes, il dit que ce fut une nuit « impatiente » et « exaltée » et que la fin du putsch le laissa triste et déçu de n'avoir pu participer à sa mise en échec.

### L'UNEF et l'Union des étudiants communistes
En février 1962, après le massacre du 17 octobre 1961 et le massacre de Charonne, Pierre Goldman envisage avec deux amis la création d'un groupe clandestin pour exécuter des personnalités sympathisantes de l'OAS, mais un autre militant du Front universitaire antifasciste (FUA), les convainc de n'en rien faire. Pierre Goldman s'inscrit à la même époque en Sorbonne pour des études de philosophie par correspondance, consacrées à Jean-Paul Sartre. Il adhère à l'Union des étudiants communistes (UEC), rejoignant le comité de rédaction de son journal Clarté. Pierre Goldman est élu au comité national de l'UEC. Quand en mars 1964, la direction du PCF envoie Roland Leroy, futur directeur de L'Humanité reprendre le contrôle du journal Clarté, Pierre Goldman et son meilleur ami Yves Janin mènent publiquement la résistance, l'emportent et conservent le contrôle de Clarté. 
Pierre Goldman adhère aussi à l'UNEF , en pointe lors du combat contre la guerre d'Algérie, dont le service d'ordre a été créé en 1961 par le Front universitaire antifasciste (FUA) pour protéger les meetings organisés contre la guerre d'Algérie. Selon plusieurs témoignages, il fait preuve d'un grand courage physique. Au service d'ordre de l'UEC, Goldman a trois lieutenants, son meilleur ami, Yves Janin qui épousera sa demi-sœur Evelyne Goldman, Jacques Rémy, et Roland Geggenbach, autre fils de résistants communistes, avec qui il s'entraîne dans les salles de Censier et de la Montagne-Sainte Geneviève, puis via des stages « militaires » dans les Alpes, pour apprendre à d'autres militants le combat. « Ces simulacres d'affrontements dans lesquels s'enlisent les organisations étudiantes, Pierre Goldman les vit dans un dégoût permanent ».
Il est recruté pour protéger les collages d'affiches de Mitterrand à la présidentielle 1965, où il retrouve Tiennot Grumbach.
L'UNEF lui confie en septembre 1965 à Marseille et 1966 à Nanterre, la sécurité du « Festival international annuel des étudiants » et ses vingt mille spectateurs. Il a pour mission d'entourer et soutenir la délégation vietnamienne, avec le guadeloupéen Jean Joachim, étudiant en droit. Puis il prend ses distances avec l'UEC.

### Huit mois en Pologne plutôt que le service militaire
Dès la fin de l'été 1964 Pierre Goldman se passionne pour la musique cubaine, se lie à des étudiants guadeloupéens et ne cessera plus de fréquenter des Antillais.
Pour faire plaisir à son père, il a accepté d'aller aux « trois jours » préalables au service national, mais prend prétexte d'une attente trop longue pour y renoncer. Le 1er novembre 1966, l'armée constate qu'il n'a pas rejoint à temps sa caserne de Nancy, et il se réfugie en Pologne chez sa mère. Il y reste huit mois et rencontre un réfugié politique vénézuélien, le poète Dario Lancini, qui le sensibilise à la situation politique dans son pays et lui parle des maquis.

### Quatre mois à Cuba en 1967 pour la «Tricontinentale»
Pierre Goldman dit avoir fait entre 1966 et 1969 au moins trois voyages aux Caraïbes et à Cuba. En avril 1966, il s'embarque sur un cargo jusqu'à La Nouvelle Orléans puis tente de franchir la frontière mexicaine sans passeport. Il est arrêté et expulsé après quelques jours de prison. En juin 1967, il embarque sur un cargo est-allemand pour Cuba, où il participe en compagnie de Marc Kravetz , à la Conférence tricontinentale, pour laquelle Fidel Castro a invité les dirigeants de l'UNEF à Cuba. Pierre Goldman est au secrétariat de l'Organisation de la solidarité des peuples afro-asiatiques (OSPAA), chargé de piloter la conférence. Il effectue des traductions pour la revue Tricontinental avec France Binard. Selon son ami Marc Kravetz, Goldman prépare des « opérations avec de jeunes Guadeloupéens » et passe ses « soirées à écouter des orchestres locaux ».
Pierre Goldman revient en France fin 1967, avec pour consigne d'attendre un passeport et des instructions. Lors de ce semestre d'attente, à Paris, il fréquente « un groupe de jeunes étudiants aux penchants indépendantistes » de la résidence universitaire d'Antony, souvent musiciens et révoltés par les dizaines de morts de la répression des émeutes de mai 1967 en Guadeloupe. Parlant le créole, il est le seul blanc de la bande, où l'a introduit Jean Joachim, lui aussi joueur de percussions. Lors de son retour en France à l'automne 1969, ll fréquentera à nouveau ce groupe d'amis.

### Maquisard au Venezuela
Pierre Goldman ne participe pas à Mai 1968 en France. Comme prévu, il part rejoindre le petit groupe de maquisards de l'ami vénézuélien rencontré lors de la conférence de juin 1967 à Cuba. Le Venezuela en a alors fini avec la dictature militaire mais face à la contestation de paysans et militaires, le gouvernement a fait interdire le Parti communiste du Venezuela et le Mouvement de la gauche révolutionnaire, qui vont plus tard fusionner dans les maquis et obtenir leur reconnaissance.
Goldman rejoint un groupe opérant parallèlement aux Forces armées de libération nationale (FALN), actives depuis 1962. Ce groupe souhaite recruter dans la montagne pour « sauver la lutte armée du déclin mortel où elle se trouvait ». Mi réfugiés mi-maquisards, ils doivent multiplier de longues marches dans la montagne vénézuélienne pour se cacher et n'opèrent aucune action armée, n'ayant « à tuer que le temps et les moustiques ». Après quelques mois d'errance, Goldman se fait prendre en train de dévorer le contenu d'une boîte de conserve cachée par son groupe. À titre de sanction, il est versé dans un groupe urbain. Son seul fait d’armes consiste en un vol à main armée organisé et réussi par son groupe dans une banque de Puerto de la Cruz,. Il se retrouve privé des embuscades et escarmouches dont il rêvait. Son retour à Paris en octobre 1969 est marqué par cette amertume.
D'après le roman à clés Patria o muerte de Dominique Perrut, le premier voyage de 1966 n'a pas eu lieu, Goldman étant à cette époque interné dans un hôpital psychiatrique du Loir-et-Cher. Lors du procès d'Amiens, le procureur révèlera que Goldman a fait un séjour à l'hôpital psychiatrique de Cour-Cheverny d'avril à octobre 1965. Pierre Goldman expliquera qu'il y rendait visite à des amis.

### Retour en France
Pierre Goldman et son ami Oswaldo Barreto sont de retour à Paris, le 1er octobre 1969. Il renoue avec sa famille. Son père lui apprend qu'il est recherché pour insoumission et lui demande de régulariser sa situation, ce qui brouille les deux hommes.
Il est « surexcité, imprudent, bavard », exalte la lutte armée et évoque la préparation de hold-up. Pierre Barouh, chez qui il séjourne quelques jours à son retour en France, confie : « J'ai rencontré un gars complètement paumé ». Son ami Jacques Rémy décrit à Hervé Hamon et Patrick Rotman son comportement à son retour du Venezuela : « C'est un garçon paumé, à la dérive, hanté par une sorte d'esthétique du suicide ». Selon le journaliste Luc Rosenzweig, ses amis, notamment l'ancien militant de l'UNEF Marc Kravetz et le philosophe et psychanalyste Félix Guattari, « s'inquiètent de sa double dérive : son basculement dans la folie et son immersion dans les milieux du banditisme crapuleux ». Francis Chouraqui, qu'il a connu dans les années 60 et qui deviendra son ami et son avocat, explique à Antoine Casubolo : « C'est un grand ouf de soulagement que poussent ses “amis” quand il est arrêté. Pierre leur faisait peur. Il faisait peur à tout le monde à cette époque-là. En plus, il était armé, tout le monde le savait. Et vous ne l'avez jamais vu en colère ! Quand Pierre était en colère ? Un flingue à la main ? ». Ses anciens amis ne comprennent pas son séjour au Venezuela : « je leur parlais et ils me regardaient en silence, comme on regarde un dément. Je compris qu'ils considéraient que, du Venezuela, j'étais revenu frappé de folie ». Un article de Serge July publié dans Libération en 1974 témoigne de cet éloignement : « l'extrême gauche organisée n'aime pas Pierre Goldman. Pas plus que l'extrême gauche ne passionne Goldman ».  
Goldman dort parfois dans le 13e arrondissement chez son ami guadeloupéen, Jean Joachim, ou dans le 20e chez un autre ami, Albert Dongal. Il projette d'enlever le psychanalyste Jacques Lacan. Pierre Goldman a toujours été fasciné par la psychanalyse et la figure du maître incarnée par Lacan. Il questionne Jean-Paul Dollé, qui fréquente le psychanalyste ; Dollé le renseigne sur son domicile, son cabinet et ses habitudes - sans connaître les motivations de son ami. Début décembre, il se rend rue de Lille avec un complice guadeloupéen, à l'heure où Lacan termine ses consultations. Il croise Goldman et son complice dans l'escalier. Ce dernier s'apprête à sortir son arme et à la braquer sur le psychanalyste. Au dernier moment, Goldman croise le regard de Lacan et renonce à l'enlèvement. Il envisage également d'enlever Jean-Edern Hallier, qu'il déteste, mais ne met pas son projet à exécution.

## Acquittement par la Justice
Son acquittement par la Justice en 1976 fait suite à six ans de prison, après des condamnations dans deux affaires distinctes, des vols à main armée, qu'il a reconnus et pour lesquels il a accepté sa condamnation, et un double meurtre qu'il a toujours nié. Prisonnier modèle et discipliné, il est libéré pour bonne conduite fin 1976.

### Vols à main armée
Entre décembre 1969 et janvier 1970, il commet trois vols à main armée. En sortant de prison en 1976, il reconnaitra que leur motif est « tout à fait abstrait et absurde » car transposant maladroitement en France des pratiques du mouvement des Black Panthers américain, en voulant « avoir des relations privilégiées avec des Noirs dans le cadre d'une action violente ».
Les trois semaines précédentes, il a vidé son compte en banque et s'est endetté pour des chemises et soirées. Le 4 décembre 1969, au prétexte de tenter d'aider un ami dans le besoin, il commet une attaque à main armée dans la pharmacie Farmachi au 13 rue Rousselle à Paris, à l'heure de la fermeture. Le pharmacien tente d'empêcher sa fuite avec la manivelle de la grille, mais Goldman évite son geste et ne tire pas. 
Le 20 décembre 1969, il commet un deuxième vol à main armée et dérobe 23 000 francs au magasin Vog, rue Tronchet,, à visage découvert et devant plus de dix témoins. Le 16 janvier 1970 il attaque un agent payeur des allocations familiales, le frappe et lui vole 8 000 francs,, passage Ramey. 
Le deuxième hold-up a eu lieu le lendemain matin de l'attaque de la pharmacie Delaunay, qui a causé le soir précédent, boulevard Richard-Lenoir, la mort de deux femmes et des blessures graves à deux témoins, dont un policier.

### Accusation du meurtre des pharmaciennes du boulevard Richard-Lenoir
Le 19 décembre 1969 peu après vingt heures, un vol à main armée a lieu à la pharmacie Delaunay, située boulevard Richard-Lenoir à Paris. Deux pharmaciennes, Simone Delaunay et Jeanne Aubert, sont tuées de sang-froid de plusieurs coups de pistolet et un client est grièvement blessé. Gérard Quinet, un gardien de la paix qui vient de quitter son service, tente de maîtriser l'agresseur et est lui aussi blessé d'une balle dans le ventre à l'issue d'une courte bagarre. L'expertise balistique montre que deux armes ont été utilisées, dont un P38.
La police fait le rapprochement avec le vol à main armée de la pharmacie de la rue Ernest-et-Henri Rousselle qui a eu lieu le 4 décembre. L'horaire et le mode opératoire sont identiques et le signalement du suspect correspond.
Quatre mois plus tard, deux indicateurs informent les commissaires Jobard et Sautereau que l'assassin des pharmaciennes se fait appeler Goldi ou Pierrot. Il aurait fait des séjours en Amérique latine et aurait fait partie du groupe des Katangais de la Sorbonne. Avec des complices, il se serait spécialisé dans l'attaque de commerces et notamment de pharmacies. L'un des indicateurs évoque deux autres vols à main armée qui s'avèrent être ceux des Établissements Vog et de la pharmacie Farmachi. L'une des adresses du suspect mentionnée par l'indicateur correspond à un studio appartenant au chanteur Pierre Barouh. Celui-ci explique l'avoir prêté à un ami prénommé Pierre qu'il a connu en Amérique latine.
Les policiers identifient Pierre Goldman comme étant le suspect. Il est arrêté le 8 avril 1970 rue de l'Odéon, en possession d'un faux passeport vénézuélien, alors qu'il va à un rendez-vous chez son ami Marc Kravetz : « depuis plusieurs mois, il venait chez moi, tous les deux ou trois jours. (...) J'avais appris par bribes qu'il avait commis au cours de l'hiver plusieurs agressions à main armée mais sans que jamais il en parlât avec précision ».
Pierre Goldman commence par nier en bloc sa participation aux vols à main armée ainsi qu'au meurtre des deux pharmaciennes. Il explique par ailleurs n'avoir jamais possédé d'arme de poing. Or la police a perquisitionné chez un de ses amis et a trouvé un pistolet Herstal lui appartenant. Les enquêteurs ont également découvert un document de six feuillets écrits de sa main dans lequel sont expliquées les méthodes de fabrication d'explosifs, d'enlèvement de personnalités et d'attaques de commissariats, de dépôts de munitions et de casernes. Il est également fait mention de caractéristiques techniques de pistolets Herstal, Mac 50 et P38. Goldman explique qu'il s'agit d'un document théorique qui n'a jamais donné lieu à exécution et précise qu'il n'a jamais détenu de P38. Or les policiers ont mis la main, chez un autre ami de Goldman, sur un pistolet Walther P38 lui appartenant.
Goldman finit par admettre que ces armes lui appartiennent, puis reconnaît les trois braquages. En revanche il persiste à nier avoir participé à l'affaire du boulevard Richard-Lenoir. Lors de son interrogatoire, il questionne le commissaire Marcel Leclerc : « Selon vous, commissaire Leclerc, est-il possible d'avoir commis une action pareille et que l'on ne s'en souvienne plus ? »
Les expertises balistiques ne sont pas concluantes. Cependant les deux blessés et plusieurs autres témoins déclarent reconnaître Goldman comme le meurtrier des pharmaciennes.
Sa famille a précisé n'avoir découvert son « côté mauvais garçon » que lorsque son nom parait le 9 avril dans les journaux. Son père pense que c'est parce qu'on lui a volé son passeport.

### Témoins au procès
« Je suis innocent parce que je suis innocent. Et non parce que diverses personnes viendraient souligner tel trait de mon caractère, de mon comportement, etc. » écrit-il au tribunal pour expliquer qu'il ne présente aucun témoin de moralité, mot qui lui semble contradictoire avec ses trois hold-up.
La surprise du procès est la déposition de l'expert Robert Pagès, : il souligne que « les témoignages sont des élaborations collectives » surtout quand la presse publie avant le procès des articles et des photos. Présent dans les salles d'attente du palais de justice, il raconte avoir entendu un témoin « raconter à un autre ce qu'il allait dire ». Ce propos fait bondir le président du tribunal, qui lui interdit d'aller plus loin.
En avril 1970, cinq témoins reconnaissent Pierre Goldman comme le meurtrier, lors d'une procédure viciée, car sa photo a été publiée juste avant dans la presse. Ils affirment qu'ils l'ont aperçu quatre mois plus tôt, et leurs témoignages ne sont pas homogènes en plus d'être contradictoires. Tous ont vu la scène d'un meurtrier s'enfuyant en courant, alors qu'il faisait nuit depuis plusieurs heures. Les deux blessés graves l'auraient, eux, vu à l'intérieur de la pharmacie, où il faisait sombre.
Raymond Trocard, cadre commercial, a caché son portefeuille au meurtrier avant de lui montrer une pièce de monnaie en le traitant de couillon qui va se faire prendre, ce qui aurait suffi à déclencher le premier coup de feu, les suivants visant à éliminer des témoins. Hospitalisé à Bobigny le lendemain, il parle d'un meurtrier mulâtre, précision rectifiée le surlendemain 22 décembre dans L'Aurore, puis décède cinq semaines après l'arrestation de Goldman. L'autre blessé grave, le jeune gardien de la paix ayant tenté de stopper dans sa fuite le meurtrier, réclame des dommages et intérêts au suspect. Il a entendu les premiers coups de feu alors qu'il courait vers la pharmacie.
Parmi ces cinq témoins, deux passantes, Annie Loualitène, standardiste bousculée par le tueur et entendue le 12 janvier 1970, 23 jours après les meurtres, et Nadine Lecoq, qui n'a témoigné que dix jours après avoir vu également un homme s'enfuir. Roger Pluvinage, médecin expert, prétend avoir aperçu une partie du drame du haut du quatrième étage de son immeuble mais n'est pas descendu porter secours aux blessés.
L'itinéraire d'une des deux passantes, du magasin de coiffure à l'arrêt de bus, ne passe pas par le lieu de l'action. Pourtant son témoignage indique avoir « vu longuement l'agresseur » qui en fait courait. Elle a dit devoir prendre un car à 20 heures, soit 10 ou 15 minutes avant. L'une a parlé huit jours après aux policiers et l'autre trois semaines après.
De nombreux autres témoins ne sont plus utilisables, ne viennent pas au procès ou reviennent sur leurs témoignages. Mme Carel, qui, en compagnie de son mari, avait assisté à la fuite de l'auteur du double meurtre et a paru « reconnaître » Goldman le deuxième jour du procès, se récuse le cinquième par une lettre disant qu'elle « n'a jamais reconnu Pierre Goldman comme l'agresseur », qui avait « un visage moins large » et une silhouette « plus étroite », soit « un témoin de plus qui revenait sur ses déclarations précédentes » observe Le Monde.
Trois autres témoins présents n'ont pas reconnu Goldman, Mme Moynet et MM. Carel et Boissier, et ont distinctement entendu l'agent Quinet parler d'un « mulâtre », l'un des trois parlant aussi pour sa part d' « un homme de couleur ».
Trocard avait vu, quelques minutes avant, son portrait dans Paris-Jour.
Gérard Quinet s'est contredit plusieurs fois : il a prétendu au procès être entré dans la pharmacie, ce qui est démenti par tous les autres témoignages. À l'hôpital, on lui a montré une photo de Pierre Goldman  et il a pu le voir avant de le reconnaître menotté et encadré de policiers.
Gérard Quinet se vante de sa bonne connaissance de la brigade criminelle, à laquelle il n'appartient pas.

### Expertises balistiques et absence de reconstitution
Les expertises balistiques montrent que les armes et munitions appartenant à Goldman et retrouvées chez ses amis sont incompatibles avec celles utilisées lors du double meurtre, au cours duquel aucune autre personne que les deux victimes n’est à l'intérieur de la pharmacie lorsque les tirs tuant les deux pharmaciennes ont lieu. Par ailleurs, les événements se produisant à l'extérieur resteront confus, aucune reconstitution n'étant organisée, contrairement à l'usage et malgré la gravité des faits.

### Alibi de Pierre Goldman et tentatives pour l'effacer
Lors du premier procès, le tribunal écoute les témoignages d'un groupe d'Antillais, parmi lesquels Joël Lautric qui, l'après-midi du double meurtre, se repose avant d'aller danser. Son ami Roger Bigart et deux jeunes femmes, Danièle Kress et Elizabeth Monnerville, quittent son appartement à 19h15 pour aller au métro Saint-Paul, à 5 minutes, y rencontrent Pierre Goldman qui va chez Lautric, où sa sœur Annick Caprice et son beau-frère Alain Caprice lui ouvrent et lui donnent de l'aspirine pour soulager un mal de dents. Tous trois témoignent que Goldman écoute de la musique pendant une heure et s'en va. Le président du tribunal conteste successivement la date puis l'heure, qui figurent cependant dans l'enquête. Lautric, qui n'avait pas de montre, se souvient que Goldman « est venu le vendredi avant Noël ». L'enquête de la police a montré qu'il s'est fait soigner le jeudi soir en urgence une rage de dents à la Pitié-Salpétrière et qu'une des deux filles rencontrées au Métro Saint-Paul, qui elles avaient une montre, ne pouvait être sortie de l'école où elle travaillait que le mercredi ou le vendredi. La presse ayant mentionné que le meurtrier était « mulâtre », dans une soirée quelques jours après, Goldman invite Lautric à confirmer à un de ses amis qu'il était chez lui ce soir là. Selon Libération, le président n'a pas voulu remettre en cause l'enquête sur la seule base de témoignages d'Antillais fréquentant « Pierre Goldman dont ils ne savaient trop comment il vivait, ni avec quel argent ».
Pierre Goldman est officiellement le seul suspect mais les témoignages parlant de « mulâtre » (métis) impliquent un risque de mise en cause pour ce groupe d'amis antillais. Parmi eux, Alain Caprice, jeune informaticien qui deviendra inspecteur de police sur concours. Il rappellera des décennies plus tard qu'en avril 1970 « des flics brutaux et sûrs d'eux débarquent un soir à l'appartement » et les obligent à les suivre au Quai des Orfèvres.
Alors que cinq des six amis Antillais avaient témoigné pour l'alibi, un seul avait participé au premier procès, Joël Lautric, qui avait dit ne pas avoir de montre ce jour-là. L'épouse de Goldman demande à Tanya Lopert d'héberger un de ses témoins et la comédienne se retrouve sur écoute. Lors du second procès, les six témoins repartis aux Antilles font cette fois le voyage jusqu'à Amiens et contribuent à l'acquittement.

### Six ans et demi en prison
C'est seulement après quatre ans en prison qu'il se décide à écrire un livre. Jean Genet est le premier à le lui conseiller. Goldman lui a écrit une longue lettre depuis la prison de Fresnes le 15 janvier 1973 et Jean Genet lui répond en disant d'écrire un livre,. Les deux-tiers du livre, axés sur les faits, détaillent méthodiquement les erreurs du premier procès. Le tiers restant, autobiographique, vise à effacer l'image de soixante-huitard que la partie adverse avait utilisée pour le rendre antipathique à une majorité de jurés. À la fois un mémoire au sens juridique et des mémoires au sens littéraire, le livre créé la surprise en se vendant à plus de 60 000 exemplaires.
Sa nièce Dorothée Janin s'inspirera de l'échange de lettres avec Genet pour un roman de 2023 sur la révolte en mai 1947 des femmes de la prison de Fresnes,.
Les neuf premiers mois après son arrestation d'avril 1970, Goldman doit purger sa condamnation par contumace pour absence au service militaire, période où il n'est autorisé à recevoir aucune visite. Sa belle-mère est la première à le visiter, puis son père une fois convaincu de son innocence. Il obtient une licence en philosophie et poursuit son apprentissage de l'espagnol en obtenant une maîtrise.
Christiane Succab-Goldman, qu'il a connue en 1965 puis revue en 1969, lui envoie en janvier 1975 sa première lettre. Ils s'écrivent tous les jours et il l'épousera à l'été 1976, en espérant lui faire des enfants : « Je pensais qu'ils ne seraient pas des Juifs basanés au sang nègre, mais des nègres qui auraient du sang juif ». Il désapprouve « les familles juives qui empêchent leurs rejetons d'épouser une non-juive », sans parler de la sienne. Cependant, il jeûne le jour du Grand Pardon car il veut « signifier son identité » dans ce lieu.
En prison, Pierre Goldman correspond aussi, parfois, dans un argot vénézuélien avec Régis Debray, selon les mémoires de ce dernier, qui a été libéré le 23 décembre 1970 de sa prison de Bolivie. Comme lui, Goldman n'avait jamais adhéré à un parti politique, l'UEC n'étant qu'une fédération rassemblant des étudiants, dont une partie sont adhérents à des partis politiques très différents. Mais en 1971, il écrit à Roland Castro, qui en a cofondé un petit, nommé Vive la révolution ! (VLR), qui vient d'être dissous, le numéro 12 (du 23 avril 1971) de son journal étant interdit à la vente. C'est le moment où Roland Castro reçoit des adhésions désormais inutiles mais symboliques, dont celle de Marc Kravetz et son ami Pierre Goldman. Il proteste symboliquement, du fond de sa prison, contre cette dissolution et l'interdiction d'un journal, dont l'autre cofondateur, Tiennot Grumbach, également militant de VLR, décide de s'inscrire au barreau de Versailles (Yvelines), moment où Pierre Goldman le choisit comme avocat, aux côtés de Myriam Merleau-Ponty et Maître Pollack, deux autres ex-militants de l'UEC. Sa condamnation à la perpétuité l'amène à choisir trois nouveaux avocats, moins politisés, pour le second. Parmi eux, Francis Chouraqui, qui a pour voisin l'actrice Simone Signoret et Georges Kiejman, qui commence par plaider son livre auprès de France-Soir et du Nouvel Observateur.
À sa sortie de prison le 5 octobre 1976, cinq mois après avoir été acquitté, Pierre Goldman répondra dans Libération sur les réductions de peine et la prise en compte de la détention provisoire déjà effectuée. Selon lui, « il suffit de consulter les statistiques » pour constater qu'avoir commis trois hold-up à Paris se solde par une peine entre huit et douze ans. Il a donc eu le maximum, ramené à dix ans par les réductions de peine, sur lesquels il a effectué six ans et demi.
La réduction de peine est liée à sa présentation aux examens, à une grâce administrative de onze mois quasiment automatique depuis 1972 et à trois mois de grâce pour bonne conduite : il n'a été qu'une fois au mitard, au début, pour avoir introduit un poste de radio.
Il donne des cours à d'autres prisonniers, voit régulièrement un rabbin, ne participe pas aux émeutes de 1974 et s'est « tellement réadapté » que l'encadrement de la prison témoigne en sa faveur et que l'avocat des victimes termine sa plaidoirie de 1974 en estimant qu'il faut poursuivre « l'expérience de la construction d'un homme qui deviendrait parfait, parce qu'à jamais privé de sa liberté ».
Pierre Goldman a obtenu pendant sa détention une maîtrise d'espagnol et une licence de philosophie. Il prépare une thèse de doctorat en philosophie. L'avis des psychiatres — qui l'ont longuement examiné — n'est pas identique à celui qu'ils avaient émis six ans auparavant. Ils font état d'une « évolution considérable » depuis le moment de son arrestation.

### Attitude au procès
L'accusé est décrit comme un « animal à sang froid » par le commissaire qui a supervisé l'enquête. Au premier procès, il se défend parfois seul, même s'il a quatre avocats. Au second, il ne perd ce sang-froid qu'une fois, pour tomber dans le piège de l'avocat de la partie adverse, traitant Maître Garaud de « fasciste ». Ce dernier laisse entendre que Goldman aurait pu tirer dans la pharmacie en perdant ses nerfs, même si ce ne fut pas le cas lors des autres vols.

### Avocats et soutien familial
Dans les travées, ses parents et frères et sœurs « se tenaient par le bras, comme dans une manif ». Après la condamnation à perpétuité, sa demi-sœur Evelyne crée un comité « justice », présidé par son meilleur ami Yves Janin, qu'elle épousera peu après.
Son meilleur avocat aura été son livre, selon les comptes rendus du procès. Georges Kiejman reconnaitra à la fin de sa vie que « sans ce livre », qui est resté « un classique de la défense judiciaire », salué par Jean Dutourd dans France-Soir, il « n’y aurait probablement pas eu de cassation du premier procès » ; il ajoutait que « les jurés l’avaient tous lu, tout en rappelant la gratitude de Goldman, qui lui a offert la photo du résistant Marcel Rajman qu'il conservait sur lui et le numéro du Petit Parisien relatant le procès du groupe Manouchian.
Kiejman, cependant, « a omis de se pourvoir en cassation contre l'arrêt civil de la cour d'assises de Paris », qui a condamné Goldman à verser 110 000 FRF de dommages et intérêts au policier blessé lors du double meurtre. Il conserve ainsi cette dette alors que le tribunal l'a acquitté. Son épouse révélera en 2023 que Kiejman avait bien effectué le pourvoi mais hors délai et que c'est la raison pour laquelle Goldman a sérieusement pensé à se séparer de lui une semaine avant le début du second procès. Le brigadier Quinet qui avait demandé la saisie-arrêt sur les droits du livre de Pierre Goldman a été débouté par la première chambre civile du tribunal de Paris le 12 avril 1978 mais la cour d'appel de Paris a ensuite décidé, le 30 mai 1979 que Gérard Quinet était effectivement fondé à lui réclamer cette somme. Pierre Goldman s'est ensuite pourvu en cassation, une semaine avant son assassinat.

### Premier procès
Pierre Goldman comparaît devant la cour d'assises de Paris le 9 décembre 1974. Dans un livre de 1978, le chroniqueur du Monde Philippe Boucher se souvient qu'« après avoir pris connaissance des articles, il ne faisait pas de doute » que Goldman était coupable, conviction « renforcée par les premières heures du procès », mais en fin de journée « le doute s'inséra », avec une « de ces instructions mal bâties, bâclées », le procès ne portant pas remède à cela, d'autant que le président des assises était fort ami du principal juge d'instruction, dont il n'était pas question de contester le travail ».
« Cinq jours ayant passé, on ne prouvait rien du tout » et tout le monde attendait donc une peine « mi-chèvre mi chou », constate Philippe Boucher, même si cinq des neuf jurés ayant refusé les circonstances atténuantes, la peine de mort devenait en théorie possible et les jurés ont finalement « respecté le principe fondamental selon lequel seuls les coupables comparaissent devant les cours d'assises, les juges d'instruction ayant décelé les innocents ».
Les témoignages étant contestés, le prévenu disposant d'un alibi, l'accusation privilégie des éléments de personnalité. L'arrêt de renvoi de la chambre d'accusation le décrit ainsi comme « considéré par ses proches et ses camarades comme très intelligent, mais exalté, contestataire et violent, replié sur lui-même et en révolte permanente contre la société et la famille », en s'appuyant sur une expertise psychiatrique affirmant « qu'il avait une personnalité fragile connaissant des périodes subnormales séparées par des accès paroxystiques » et qu'« en raison de sa fragilité, il peut être dangereux dans une certaine mesure » ». Les propos du procureur en ce sens seront cependant rectifiés à l'audience par une experte psychiatre.
Le premier se déroule en l'absence du principal témoin, l'un des deux blessés par le meurtrier des pharmaciennes : Raymond Trocard s'est noyé, seul et sans témoin, lors d'une partie de pêche le 19 mai 1970, un mois après l'arrestation de Goldman : il restait sujet à des vertiges, séquelles de ses blessures.
Du côté de la défense, les conditions de l'identification de Goldman sont mises en doute : selon l'ex-magistrat Wladimir Rabinovitch, la police a présenté aux autres témoins, qui ont vu les meurtriers de plus loin, une photo où ils reconnaissent Pierre Goldman comme l'auteur du meurtre, alors qu'il s'agit de la photo d'un tiers. Selon Bernard Hautecloque, Goldman accuse ensuite les policiers de l'avoir présenté aux témoins fatigué, pas rasé, l'aspect peu engageant.
Les policiers réfutent cette accusation mais ne peuvent montrer les photos prises au moment de la présentation aux témoins car, à la suite d'une négligence, l'appareil n'a pas été chargé. Ils ne peuvent produire que la photo de l'Identité judiciaire, où Goldman est rasé de près, mais prise après l'identification.
« Chacun apparaît sincère. Et pourtant la vérité ne cesse de couler entre les doigts », écrit Le Figaro, le 13 décembre.
Malgré l'absence du témoin clé de l'accusation et les doutes sur les autres témoignages, Goldman est condamné à perpétuité le 14 décembre 1974. L'annonce du verdict se fait dans une ambiance houleuse. Dans le public, certains pleurent, d'autres prennent le condamné dans leurs bras. Son père, en colère, approche du président, à qui la presse a reproché de ne pas avoir laissé aux jeunes avocats de la défense assez de temps pour questionner les témoins. On entend aussi des cris « jurés assassins !» ou encore « racistes! », des proches scandant surtout longuement « innocent, innocent !».

### Création d'un comité de soutien après le premier procès
C'est après ce premier procès que se crée un comité « Comité Justice pour Pierre Goldman », ne réunissant au départ que des très proches, mené par sa demi-sœur Evelyne et aux conférences de presse duquel participe son demi-frère le chanteur Jean-Jacques, dont le groupe musical fait déjà l'objet d'articles.
Ce comité sera rejoint plus tard par des personnalités et ses « anciens amis gauchistes »,, lorsqu'une pétition sera lancée. Le Monde et La Croix diffusent un communiqué de ce comité dans lequel le président de la cour, l'avocat général et les jurés sont désignés comme de « véritables assassins ». Le Monde sera condamné pour lui avoir donné « une ample diffusion (...) sans estimer nécessaire d'émettre la moindre réserve sur son contenu ni juger utile d'en désapprouver les termes ».
L'année suivante, le second procès est massivement couvert par la presse, et les journaux de toutes opinions s'étonnent des incohérences du dossier, notamment les articles de Jean Dutourd et Georges Conchon dans le grand quotidien populaire de centre-droit, France-Soir.
Pierre Emmanuel de l'Académie française estime dès 1974 dans Le Figaro, que « rien n'a été prouvé contre lui au sujet des crimes qui l'ont fait condamner », et Jean Laborde, dans L'Aurore, que le verdict est « tombé comme une pierre, stupéfiant tous les observateurs », en choquant car il n'a « pas tenu compte du témoignage des psychiatres » ni du fait que le condamné « a déjà accompli de sérieux efforts pour s'amender », après un procès qui a été plaidé « fort mal ». Cette pique vise l'inexpérience de ses jeunes avocats, Marianne Merleau-Ponty et Tiennot Grumbach.
Menée notamment par l'actrice Simone Signoret, rejointe par Jean-Paul Sartre, Simone de Beauvoir et d'autres personnalités du monde intellectuel, une campagne visant un public plus large se développe, rejointe par des personnalités du monde politique, de gauche comme de droite. François Mitterrand fait savoir qu'il ne croit pas à sa culpabilité des deux meurtres et Françoise Giroud, qui vient d'être nommée ministre, intervient en sa faveur auprès de Valéry Giscard d'Estaing. Selon Michaël Prazan, auteur en 2006 d'une biographie à charge et d'un documentaire contestant l'acquittement de Goldman et innocentant l'extrême-droite des soupçons d'assassinat, Giscard aurait ainsi déclaré en privé au début des années 1970 : « Si Pierre Goldman est innocent, il doit être rejugé. ». De nombreuses autres personnalités sont sollicitées, dont Pierre Mendès-France et Yves Cannac, secrétaire général adjoint de l'Élysée. Maxime Le Forestier écrit à ce sujet en 1975 la chanson La Vie d'un homme sur l'album Saltimbanque
Le 20 novembre 1975, le jugement de la cour d'assises est annulé par la Cour de cassation en raison de l'absence de date sur le procès-verbal des débats. Le greffier responsable de cette erreur évoquera un « revirement de jurisprudence » : depuis cent ans les magistrats considéraient que la mention de la date sur les procès-verbaux n'était pas indispensable.

### Second procès
Le second procès démarre le 26 avril 1976 à Amiens devant la cour d'assises de la Somme. Son frère Jean-Jacques Goldman est à nouveau présent dans la salle comme toute la famille. Ses avocats Georges Kiejman et Émile Pollak ont étudié le dossier pour « démontrer la fragilité des témoignages »
Dès le 27 avril, deuxième jour, la situation semble « soudainement sur le point de se renverser », selon Le Monde, car les avocats de la défense n'ont « pas eu de peine à obtenir que certains témoins se déclarent moins sûrs d'eux » et que Georges Kiejman a « souligné que la police pouvait avoir une motivation précise de rechercher Pierre Goldman » dans l'optique voulue par Raymond Marcellin, ministre de l'intérieur, « très soucieux d'établir des liens entre l'activité de certains gauchistes et certaines exactions » du début 1970. À l'audience, la police vient en effet de répondre maladroitement au sujet de son indicateur caché, dont Goldman a parlé dans son livre sans donner son nom, un ex-légionnaire de la guerre d'Algérie chargé d'infiltrer les manifestations.
Pierre Goldman souligne lui que « tous ces témoignages, si concordants et si incertains à la fois, ont été orientés ». L'avocat de l'accusation Henri-René Garraud le coupe en lui rétorquant qu'il a été désavoué au premier procès, il le traite de « fasciste » et de « raciste » avant de retirer ses propos, le tribunal demandant pour sa part à Henri-René Garraud de renoncer à ce genre d'argument.
Au premier procès, un article dans Le Monde du 11 décembre 1974 avait déjà mis en scène Gustave Jobard, directeur adjoint de la police judiciaire soumis à un « discret rappel à l'ordre du ministère public » puis du président André Braunschweig au sujet de l'indicateur, sans en tenir compte, au risque selon lui de « laisser s'accréditer l'idée que cette affaire Goldman est un vestige de la chasse aux gauchistes, florissante en 1970-1971 ».
Kiejman rappellera aux jurés « cette petite phrase du commissaire Jobard au cours de son audition : dans la mesure où Pierre Goldman est coupable, il serait préférable d'avoir une preuve matérielle ». Il rappelle aussi que pour entraîner une condamnation des témoignages doivent être « constants, concordants, précis et riches ».
Goldman affirme de son côté sa surprise de constater, avant son arrestation, que l'indicateur connaissait tous les détails des trois hold-up. Selon le cinéaste Cédric Kahn, la « grande démonstration » de Kiejman et Pierre Goldman, c’est « qu’une enquête a été faite à charge » contre un « coupable idéal » en tentant maladroitement de « faire converger les témoignages ».
Lors de ce second procès, le procureur fait état de la présence dix ans plus tôt de Goldman à l'hôpital psychiatrique de Cour-Cheverny (Loir-et-Cher) d'avril à octobre 1965 et ce dernier répond qu'il y rendait visite à des amis.

#### Révélations tardives
Des révélations tardives, comme celles d'Albert Bender, dénonçant un de ses anciens complices, Bernard Martin, comme l'auteur du crime, n'ont pas donné lieu à un supplément d'informations qui aurait nécessité un renvoi du procès, au cours duquel Gustave Jobard, directeur adjoint de la police judiciaire, « fait comprendre que les propos de ce détenu ne pouvaient pratiquement plus être vérifiés. ».
Le 4 mai 1976, Pierre Goldman est acquitté des meurtres du boulevard Richard-Lenoir, mais condamné à 12 ans de réclusion criminelle pour les trois autres vols à main armée. Me Kiejman a présenté aux jurés la photo (qu'il a fait porter au format grandeur nature et disposer sur un mannequin) de son client prise lors de son arrivée à la brigade criminelle : sans cravate ni lacets, mal rasé ; il a fait convoquer les six policiers ayant participé à la présentation aux témoins et leur a demandé de s'aligner, alors qu'ils sont en costume, à côté du mannequin ; puis l'avocat a demandé aux jurés : « Si vous deviez choisir un coupable parmi ces sept personnes, qui désigneriez-vous ? »
Par ailleurs le président Guy Tabardel est vivement critiqué par le substitut général Jacques Basse, qui lui reproche d'avoir laissé les avocats de la Défense questionner trop souvent les témoins sans respecter assez la priorité dans l'ordre des débats accordée au parquet.

### Saisie sur droits d'auteur du livre après sa libération
À la sortie de prison, les tracas judiciaires ne sont cependant par terminés car Gérard Quinet, blessé lors du double meurtre de 1969, réclame une saisie-arrêt sur les droits d'auteur du livre Souvenirs obscurs d'un juif polonais né en France, paru à l'automne 1975 avant le procès en cassation, ce qui avait permis à Me Arnaud Lyon-Caen, un des avocats de Goldman, d’en distribuer un exemplaire à chaque membre de la Cour. Rédigé par Goldman en surmontant peu à peu « le dégoût d'écrire », ce livre s'est vendu à environ 60 000 exemplaires au total. Dans un arrêt civil du 8 janvier 1975, la cour d'assises avait accordé à Gérard Quinet une réparation d'environ 120 000 francs pour les blessures subies lors de l'attaque de la pharmacie. Il obtient cette saisie-arrêt, pratiquée le 27 décembre 1976, deux mois après la sortie de prison de Pierre Goldman. Les avocats de l'ex-prisonnier acquitté, qui a purgé sa peine découlant des affaires de hold-up, obtiennent du tribunal, en avril 1978, l'annulation de cette saisie-arrêt en première instance, mais la cour d'appel présidée par Jean Vassogne a infirmé, le 30 mai 1979, ce jugement du tribunal civil, permettant la poursuite de la saisie-arrêt. Même si la justice n'a finalement pas trouvé l'auteur du coup de feu ayant blessé Gérard Quinet, ce dernier conserve sa compensation financière. Pierre Goldman s'est ensuite pourvu en cassation, une semaine avant son assassinat
La cinéaste Christiane Succab-Goldman, veuve de Pierre Goldman, révélera en octobre 2023 que Kiejman avait « omis de déposer à temps un recours au civil de la même façon qu’au pénal, si bien que sa condamnation définitive au civil l’a contraint à devoir payer de lourds dommages et intérêts aux victimes et donc à passer symboliquement pour coupable dans une affaire dont il était réputé au pénal innocent ». Selon elle, malgré cet accroc qui est la source d'une lettre agacée de Goldman envisageant de se séparer de cet avocat peu avant le second procès, une « fraternité » a lié Kiejman et Goldman et « tous les comptes rendus de l’époque attestent que Pierre est resté durant le procès très factuel, mesuré et concentré ».

## Réinsertion dans l'édition, la musique et la presse
Entre sa sortie de prison en octobre 1976 et son assassinat, Pierre Goldman connait trois années de réinsertion réussie : il fonde une famille, espère la naissance d'une fille, car « les femmes c'est mieux », en parlant tous les jours à ses amis, publie un roman policier, écrit dans trois journaux, et prend un emploi salarié tous les soirs à la Chapelle des Lombards, club de salsa qu'il a cofondé, devenant son principal animateur. Il a deux projets de films importants, l'un sur les immigrés dans la résistance et l'autre sur le Festival mondial de la jeunesse à Cuba, ainsi que deux projets d'essais aux Éditions Ramsay, où il est directeur de collection depuis 1978. L'un est une réflexion philosophique via une autobiographie sur les années de sa vie après son procès, l'autre un essai sur les dangers de la Nouvelle droite.

### Nouvel ObservateuretLes Temps modernes
Pierre Goldman espérait entrer au Nouvel observateur grâce aux relations de Georges Kiejman, comme il le confie dans une lettre à son autre avocat Francis Chouraqui avant le second procès. Georges Kiejman n'est en effet pas un pénaliste mais a plaidé dans des affaires de presse, tandis que Francis Chouraqui connait personnellement Pierre Bénichou, directeur-adjoint du Nouvel observateur, qui avait rédigé un article sur son premier livre. Goldman, qui ne connait pas Bénichou, lui écrit de sa prison, pour s'inquiéter de voir Libération et d'autres journaux, sans les citer, prendre ses distances avec sa cause lors du second procès, après l'avoir soutenu au premier, avec des compte-rendus d'audience qui « obscurcissaient ou omettaient les point esssentiels », en manifestant même une « certaine hargne ». Le lendemain de sa sortie de prison, Pierre Bénichou est invité dans un petit restaurant par Goldman et sa femme, puis chez eux. Dans un article, Bénichou félicite « ceux qui ont sauvé Pierre Goldman », mais ne l'embauche finalement pas dans son journal, où Goldman rédigera seulement des piges en 1978 et 1979. En octobre 1976, Goldman avait aussi été interviewé par Régis Debray, lui indiquant sa volonté d'écrire, mais l'interview ne sera jamais publiée,, sinon le lendemain de sa mort.
Il doit se rabattre à l'hiver 1976-1977 sur le roman policier commencé en 1975 en prison, qu'il faut finir : c'est la période où il visite la famille Zemour pour puiser des scènes. Il fait aussi connaitre l'association Auxilia, qui organise pour les prisonniers des cours par correspondance gratuits, via un réseau de professeurs bénévoles, dont il « fut longtemps un élève assidu ».
Par la suite, ses premières apparitions dans Libération, en mars 1977, le placent surtout en position de témoin du monde judiciaire et carcéral. Le mois suivant, il entre au comité de rédaction de la revue Les Temps modernes, au printemps 1977, six mois après sa sortie de prison, où il propose dès son arrivée en avril 1977, de s'intéresser à des auteurs antillais. Il y assiste Claire Etcherelli, secrétaire de rédaction depuis 1973 et auteure d'« Elise ou la vraie vie ». Au comité de rédaction il participe aux débats sur la géopolitique, notamment le conflit au proche-orient. Dans son roman policier, il s'affirme à la fois partisan de la création d'un état palestinien et du maintien de celui d'Israël.
Un an après son assassinat, le numéro d'octobre 1980 de la revue Les Temps modernes, publie un projet d'article de 1978 critiquant la prestation d'André Glucksmann » dans un débat des dossiers de l'écran se transformant en un dixième anniversaire contestable de Mai 68 car célébrant « l'imagination au pouvoir » ou encore les graffitis muraux, effaçant ainsi des mémoires les affiches des écoles d'art, et transformant l'événement en « une irruption poétique et imaginaire dénuée de sens politique, une fête estudiantine sans mention des grèves ouvrières ». L'article est précédé d'un texte indiquant que Goldman amende ainsi « certaines des positions qu'il avait exprimées » dans son livre de septembre 1975 « Souvenirs obscurs d'un juif polonais né en France » pour y nuancer fortement « la répugnance » que lui « avait inspirée la révolte étudiante » et dont la mention visait en grande partie, en 1975, à ne pas apparaitre devant les jurés de la Cour d'assises comme un représentant de cette révolte. Dans cet article, il donne son sentiment sur l'intérêt de Mai 68, pour « aménager des résistances à tout pouvoir, des pouvoirs de résistance, non des appareils de prise du pouvoir » et cite en exemple Léo Ferré, qui « fait encore semblant de croire au Père Noël. Il faut continuer à être un enfant pour croire au meilleur des mondes possibles, où le pouvoir serait supprimé ».

### Libération: parmi les opposants à Serge July

#### Un journal déficitaire et en plein virage politique
Goldman a écrit peu d'articles dans Libération. Il y aurait été embauché dès sa sortie de prison, puis « rétrogradé comme pigiste » (ce qui est impossible car interdit en droit de la presse) et y serait arrivé en « triomphateur », « considérant souvent avec mépris ceux qui avec la « chronique des flagrants délits » ont fait le succès du journal », selon la biographie à charge publiée en 2005 en se basant sur Gilles Millet, chef des pages « police-justice » de Libération qui avait déploré trop de soutien à Goldman au détriment des prisonniers de droit commun moins connus.
Libération a en réalité embauché Goldman comme pigiste et à l'essai pendant deux mois, six mois après sa sortie de prison. Il tente à son arrivée en mars 1977 de s'intégrer en présentant au service « police-justice » des éclairages sur son expérience en prison et au rubricard « musique » des artistes de salsa, puis prend l'année suivante un job à la Chapelle des Lombards, rémunéré 4 000 francs par mois contre 2 700 francs de salaire pour tous à Libération.
En août, Pierre Goldman mène la grève des journalistes de Libération contre les provocations du collectif Bazooka sur l'antisémitisme et la pédophilie, thème ensuite défendu par Guy Hocquenghem en avril puis en mai 1978 sur France Culture et Antenne2, où il affirme connaitre « des enfants qui adorent les vieillards, y compris sexuellement ». Le mois suivant, Goldman dénonce l'article « Comment faire de la peine aux philosophes », signé par Guy Hocquenghem et Jean-Luc Hennig sous le pseudonyme « VXZ 375 ». La revue Art press se plaint également de ce pastiche d'un de ses dossiers où « plusieurs philosophes sont moqués, voire insultés » sous une tournure antisémite. Selon Jean-Luc Hennig, cité trente ans plus tard, Goldman lui aurait alors dit « tu es un chien ! ». Revenant de vacances au Venezuela, Goldman dénonce dans Libération « ces ragots fascisants et antisémites qui, sous la signature usurpée de VXZ, mirent crapuleusement en cause Jankélévitch, Kristeva, Sartre, etc », au détour d'un article sur un autre sujet : un dialogue à quatre mains avec son ami le romancier Michel Butel, qui a obtenu quelques mois plus tôt le prix Médicis. 

#### Utilisation de son expérience du monde carcéral
Ses deux premiers articles dans Libération, en mars 1977, mettent en valeur son expérience du monde carcéral, dans le sillage de Serge Livrozet, libéré de prison en 1972 et ami proche du philosophe Michel Foucault, au sein d'un journal qui se veut celui des « taulards » et appelle les gardiens de prison « matons ».
Serge July tente un « coup médiatique », en demandant à Goldman dès son premier article le 10 mars une critique du premier livre de Jacques Mesrine, détenu en quartiers de haute sécurité de la Santé, sorti en librairie le 3 février 1977, alors que la justice a ouvert le 1er mars une information contre X pour sortie irrégulière d'écrits d'un détenu. Dans sa critique, titrée sur le « champ sacré de l'écriture », Goldman espère sincèrement que Mesrine y a trouvé l'apaisement, deux mois avant son procès, en s'intéressant à son « désir suicidaire d'exister », mais en dénonçant aussi son discours où « suinte souvent des catégories fascisantes (culte hypertrophié de la virilité, fascination de la mort, mépris des gens qui travaillent »,.
Le deuxième article de Goldman dans Libération, le 23 mars 1977, concernait Youri Eshak, étudiant égyptien qui a commis une tentative de viol, que le tribunal correctionnel renvoie aux assises, grâce à Josyane Moutet, une des avocates féministes qui avec Colette Auger ou Monique Antoine réclament de lourdes réparations financières contre le viol, la prison jouant trop mal son rôle de réparation,,,,,, à hauteur de 50000 francs dans cette affaire.
Libération présente le 21 mars l'accusé comme un « travailleur immigré »  dans un article accompagné d'une tribune de son avocat l'estimant victime de la « misère sexuelle » et réclamant un débat « au sein de la gauche » plutôt qu'au tribunal. Le surlendemain, le quotidien publie deux autres articles : celui d'un groupe de féministes, avertissant que la prison, qui « renforce la violence des hommes contre eux-mêmes, n’est pas la meilleure solution », et celui de Goldman,, rappelant la posture de « marginalité » et « désespoir » dans laquelle s'enferment des détenus refusant de s'amender tout en rappelant la nécessité de faire confiance à la justice, comme l'ont fait d'autres gauchistes, sans cependant « se laisser piéger par ses mécanismes pervers ».

#### Opposition aux provocations pédophiles de Bazooka
À Libération, Pierre Goldman a mené l'opposition aux provocations pédophiles et antisémites lancées à l'été 1977, par le collectif Bazooka, un groupe de jeunes dessinateurs, mené par Olivia Clavel et Kiki Picasso. Ils sont recrutés par Serge July et le photographe Alain Bizos, d'abord pour des dessins de temps en temps, puis pour intervenir tous les jours à partir du 1er août 1977 afin de favoriser la mutation du journal. Dans deux articles publiés dans le même numéro de Libération du 4 août 1977, ce groupe se baptise « les réactivistes » pour saluer les réacteurs nucléaires et applaudir la mort de Vital Michalon le 31 juillet lors de la grande manifestation contre un projet de réacteur nucléaire à Creys-Malville et se dit « pour un retour du fascisme, de l'antisémitisme, de la violence », déclenchant une pluie de lettres de lecteurs souhaitant se désabonner, mais aussi une grève et une assemblée générale des journalistes. Une semaine après, le collectif Bazooka publie un autre long texte pour se justifier et moquer la réaction des lecteurs et journalistes de Libération, présentant leur assemblée générale du 4 août comme un « tribunal populaire ». Le texte se plaint que Goldman « et d'autres » aient « sorti les poings » pour les faire partir,. En tête de l'opposition à la « provoc antisémite des jeunes artistes », Pierre Goldman a déchiré leurs dessins utilisant des croix gammées et ces derniers l'accusent de les avoir bousculés. Goldman s'était auparavant opposé à Alain Pacadis, figure du mouvement punk et en 1977 membre de Bazooka, qui était « peu apprécié » voire « détesté » au sein du journal ,. Alors que Pacadis s'était assis à côté de lui et Sam Cambio, au retour de Londres, pour le comité de rédaction ouvert à tous les journalistes, Goldman arrache une croix de fer, décoration militaire allemande, sur sa cravate,. Goldman s'était apaisé après quelques minutes de discussion, selon la biographie de Pacadis publiée l'année suivante, mais trente ans après l'anecdote deviendra « un direct du droit », dans le livre de Michaël Prazan en 2005, la croix de fer sur la cravate devenant une croix gammée sur un T-Shirt, puis « un coup de marteau sur la tête » de Pacadis, dans celui de Jean Guisnel en 2008.
Bazooka intervient au « marbre » (maquette) avant le départ au rotatives, installant une « dictature graphique » irritant la rédaction, selon de nombreuses sources,,, menée par Pierre Goldman et les journalistes du service politique. 
Quand Pierre Goldman sera assassiné, par provocation, Kiki Picasso, leader de Bazooka, « songe à revendiquer l’attentat »,. 
En 1979, Serge July invite au comité de rédaction du journal Pierre Guillaume, directeur de La Vieille Taupe, négationniste notoire, éditeur et défenseur du négationniste Robert Faurisson, entrainant la démission de Pierre Goldman,. Son biographe de 2005 Michael Prazan résumera ces divergences par le fait qu'il « ne partage pas toujours la même ligne » que ses amis du journal.

#### Articles sur la géopolitique, les livres et la musique
En 1978, l'année où il devient salarié de la Chapelle des Lombards, Pierre Goldman propose à Libération des articles sur la géopolitique, la musique, la littérature ou encore sur un livre racontant l'histoire d'un ouvrier juif, au parcours contemporain et proche de celui de son père.
Il reprend la plume au début février 1978 pour saluer dans Libération la première traduction en français de l'autobiographie de Moshé Zalcman, un juif polonais, qui vit à Paris, est toujours tailleur mais n’est plus communiste, après avoir subi la répression stalinienne, et se dit « proche des sionistes de gauche ». Pierre Goldman se dit solidaire du sentiment de l'auteur mais aussi de ceux, nombreux, « attachés à défendre le droit imprescriptible du peuple palestinien à posséder un État, leur patrie ».
Pour Libération, il décroche en novembre 1977 une interview de Michel Butel, son aîné et ami de l'UEC qui avait combattu la guerre d'Algérie en refusant de faire son service militaire, et vient d'obtenir le prix Médicis pour son premier roman, L'Autre Amour.

### Création d'un club de salsa à Paris
Au retour du Venezuela où il a passé l'été 1978 avec son épouse, avec plusieurs passages par la Guadeloupe, Goldman hésite à partir s'installer définitivement outre-atlantique. Mais il est au même moment nommé directeur de collection aux Éditions Ramsay, où il doit publier un essai philosophique. Il travaille aussi à un ouvrage collectif critiquant la nouvelle droite d'Alain de Benoist et ses amis, alors cités régulièrement depuis peu dans le Figaro-magazine par Louis Pauwels.
Au cours de ses deux dernières années, Goldman perçoit un salaire de 4 000 francs par mois, pour des prestations quotidiennes à la Chapelle des Lombards, club réputé de musique afro-cubaine, qu'il a cofondé à Paris avec les époux Fraysse et Rémy Kolpa Kopoul, rubricard musique à Libération depuis 1975.
L'année suivante, Goldman cofonde la Chapelle des Lombards dans une cave creusée au XIIIe siècle par l'ordre des Templiers, qui servit de cachette temporaire à Ravaillac lors de l’assassinat d'Henri IV. Azuquita ne pouvant venir avec ses musiciens, Pierre Goldman signe un article de deux pages dans Libération du 26 juin 1979, racontant l'histoire de la salsa, en inspire un autre dans Le Monde du 11 septembre 1979, après avoir obtenu qu'Azuquita signe un contrat d'un mois avec la Chapelle des Lombards, démarrant le 1er septembre 1979, en recrutant ceux du groupe résident de L'Escale, club salsa qu'il fréquente depuis les années 1960 et en l'hébergeant.

### Projets de films avec Cassenti, sur Manouchian et la jeunesse
Il fait la connaissance du cinéaste et producteur Franck Cassenti. Avec Pascal Aubier, ce dernier a effectué au sein des Films de la Commune l’écriture de L'Affiche rouge, tournée à La Cartoucherie de Vincennes, qui met en lumière le rôle de la résistance immigrée jusqu’alors occultée du fait des réticences du PCF, et a obtenu en 1976 le prix Jean-Vigo. 
Frank Cassenti souhaite ensuite porter à l’écran le livre autobiographique de Goldman, écrit en prison, Souvenirs obscurs d’un juif polonais né en France
. Il finit en 1980 un autre film, à fond musical, Aïnama « Salsa pour Goldman » qui raconte l'histoire d'Orlando, qui a connu connu Goldman il y a plus de 10 ans « dans un maquis » au Venezuela et apprend son assassinat en arrivant à Paris puis mène une enquête auprès de quelques personnes qui ont pu connaître la vie de cet homme qui se disait « né juif et en danger de mort », avant d'assister à l'hippodrome de Paris, porte de Pantin, un grand concert de musique Afro-Antillaise : « Salsa pour Goldman », réunissant 3 000 personnes autour de cinq orchestres.

### Rupture avecLibération, pour dénoncer le GRECE
Deux mois et demi avant son assassinat, Goldman claque la porte de Libération, le jour où parait un article de Guy Hocquenghem l'assimilant à Robert Brasillach et Drieu La Rochelle. Son différend avec Guy Hocquenghem, remonte à deux ans, à la suite de son livre se moquant de Christian Hennion et un article sous pseudo de Hocquenghem et Jean-Luc Hennig, contre Sartre et d'autres philosophes. En juin 1979, a débuté une série d'articles de Guy Hocquenghem sur le GRECE d'Alain de Benoist, appelé « nouvelle droite », soulignant que, « bien loin d'être nationalistes et obscurantistes, les penseurs de la « nouvelle droite » ont tous les signes de la modernité », car, antichrétiens, ils « revendiquent la liberté des mœurs, s'intéressent à l'écologie ». Hocquenghem y dénonce le « puritanisme abstrait de la gauche » et conclut qu'il faut penser « racialement », parce que c'est un moyen de mieux connaître l'autre. Goldman dénonce cette façon de placer le GRECE au coeur du débat pubic, et Bayon, journaliste au service Culture, proche d'Hocquenghem et qui partage avec lui le même pseudonyme, fait déborder le vase en glissant un court éloge à l'écrivain vichyste Louis-Ferdinand Céline, dans un article sur l'histoire du rock,. Selon Le Monde, Goldman tente « de convaincre de la nécessité d'être vigilant et intransigeant sur ce thème ».
Céline puis répond à Bayon le 23 juin qu'il « a des nouveaux fascistes et des nouveaux racistes [...] de nouveaux céliniens : des gens qui, dans le fascisme, sont attirés, non point par son raisonnement politique, mais par son nihilisme apparent, et par ses habits formels». L'ex-prisonnier estime « qu'être libre c'est aussi être hors d'atteinte des pesanteurs déterminantes de l'air du temps, savoir les dominer, les élucider ». Du tac au tac, Guy Hocquenghem attaque Goldman, cette fois via la critique d'une émission sur « la vie après la mort », où il se met en scène croisant des gens morts, parmi lesquels Goldman, qu'il voit « dîner chez Lipp avec Robert Brasillach et Drieu La Rochelle », suscitant une large réprobation lors de la conférence de rédaction et le départ de Pierre Goldman, qui déclare « je n’écrirai pas dans Libération tant que pourront s’y exprimer l’antisémitisme et la complaisance d’esthète envers le fascisme »,. Fatigué de se battre « contre ce qu'il nomme la frivolité du monde » mais aussi « Dieu, la cocaïne...,
tout ça, c'est les béquilles de la modernité », il part avec son épouse pour un nouvel été dans la Caraïbe. Dans Libération du 13 juillet, Alain Jaubert répond à Guy Hocquenghem dans le même sens que Pierre Goldman, en estimant que Guy Hocquenghem s'est « complètement fourvoyé » en raison de son inculture scientifique et que l'érudition prêtée à Alain de Benoist repose sur une « pseudoscientificité », d'autant que « la seule question de fond […] c'est celle de l'antisémitisme ». Goldman a de son côté donné une interview au Monde pour regretter que l'extrême droite ait « regagné le giron de la droite », car « la Résistance n'est plus là comme un fantôme sanglant planté au milieu de la droite », dans un contexte de pensée marxiste « incapable de comprendre certaines choses, comme l'attachement sensuel des hommes et des femmes nés en France, avec leur terre », au moment où « le Maurras de la terre, des régions, est présent dans tous les thèmes politiques ». D'une grande spontanéité, reconnaissant ses contradictions, constamment en recherche et à la recherche de son identité, il reste de gauche, observe alors Le Monde. « À l'époque de de Gaulle, entre l'extrême droite et la droite il y avait le sang. Le sang de l'épuration et le sang de l'OAS. Aujourd'hui, un glissement s'est opéré », déplore l'ex-prisonnier réinséré. A son retour de vacances en septembre, certains de ses proches constatent son inquiétude, « pour les autres », et « pour lui ». Son projet de livre sur l'extrême-droite demeure.

## Assassinat de septembre 1979 par le SAC

### Contexte immédiat: les affaires Duprat et Jacques Mesrine
Goldman et son épouse reviennent de leurs vacances aux Antilles. Ils hébergent depuis le 1er septembre le panaméen Azuquita, star new-yorkaise de la salsa et engagé pour un mois à la Chapelle des Lombards où Goldman travaille la nuit. Dans le même temps, ils cherchent un logement pour la mère de Pierre Goldman, qui a passé trente ans en Pologne et va devenir grand-mère.
Pierre Goldman s'était senti plusieurs fois visé par l'hebdomadaire Minute, principalement au moment de l'affaire François Duprat. « Certaines campagnes de Minute en particulier l'avaient effrayé. Et puis sa vigilance était retombée », écrit le même jour Libération, selon qui « Goldman paiera pour Mesrine. Pour un Tillier ancien flic, journaliste à Minute, un Goldman ancien gangster, journaliste à Libération ».
Goldman « semblait redouter des représailles, au point qu'il avait demandé à plusieurs de ses proches de le protéger » mentionne Le Monde. Des militants l'avaient alors « accompagné dans ses déplacements, durant plusieurs jours, et quelques amis avaient vécu dans son appartement ».
Le commissaire Marcel Leclerc, chargé de l'enquête sur l'assassinat de Goldman a immédiatement enquêté dans la mouvance d'extrême-droite. Selon les quotidiens Libération et Le Monde,, Goldman s'est senti menacé en mars 1978, et à plusieurs reprises, avait « avoué sa peur à ses amis » après avoir été mis en cause par l'hebdomadaire Minute juste après l'assassinat à la voiture piégée, le 18 mars 1978 à Saint-Wandrille-Rançon, du numéro deux du Front national François Duprat qui enseignait l'histoire-géographie au collège tout proche de Caudebec-en-Caux. L'extrême-droite a ensuite « complètement mythifié Duprat, le premier de ses martyrs ».
Dans le documentaire de Michel Despratx, diffusé en 2010 sur Canal +, Jean-Michel Caradec'h, journaliste à Libération et ami de Pierre Goldman, déclare que peu avant sa mort, ce dernier lui avait demandé de lui prêter son pistolet (probablement un 7,65mm Browing classé en arme de 4e catégorie plus aisé à acquérir qu'un pistolet classé en arme de guerre de 1ère catégorie) afin de se protéger. Caradec'h refusa de prêter son arme à Goldman.

### Les faits et l'enterrement

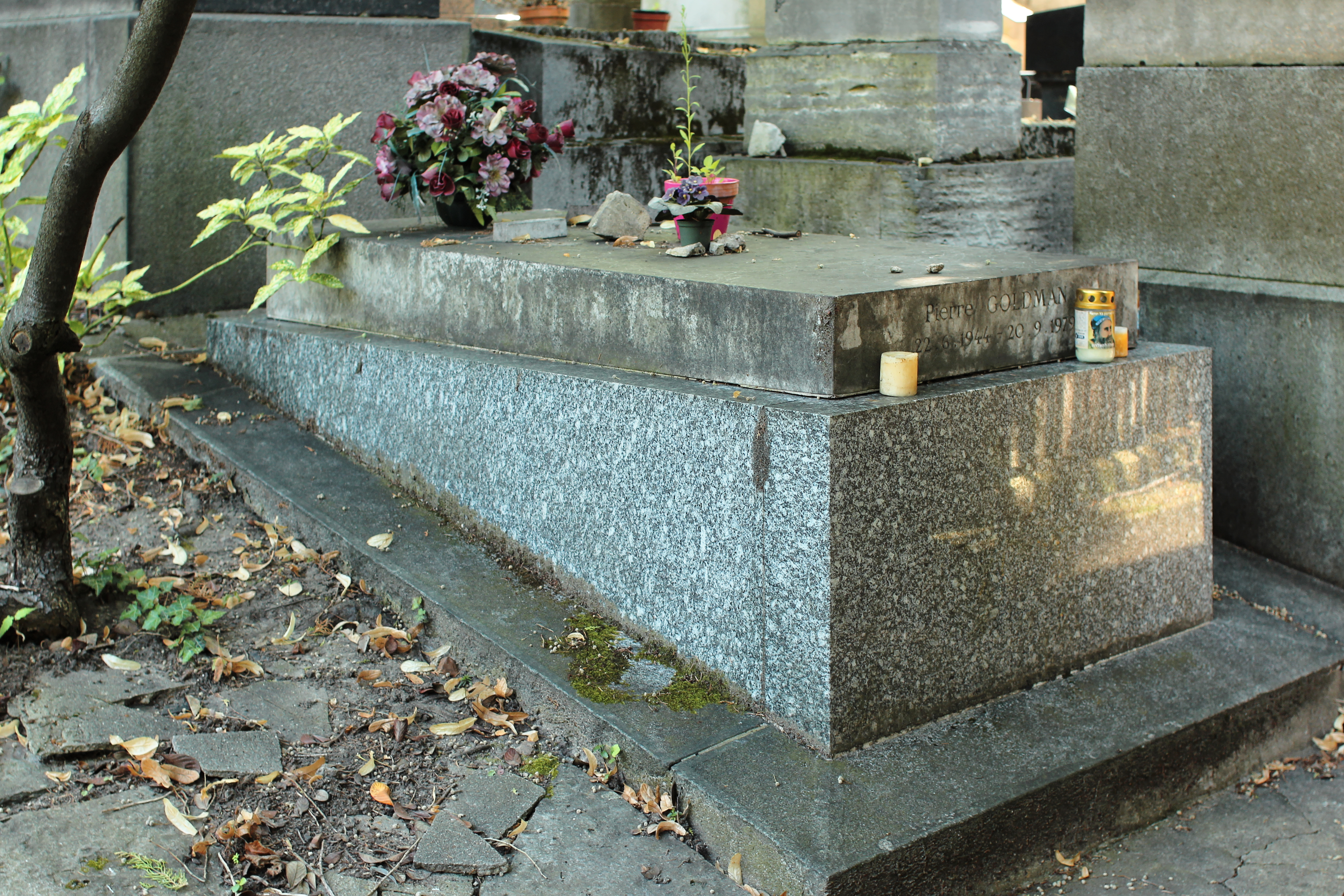
Tombe de Pierre Goldman au cimetière du Père-Lachaise (division 4).

Pierre Goldman est assassiné peu après 12 h 20, en pleine rue, à bout portant et dans le dos, par deux jeunes hommes, place de l'Abbé-Georges-Hénocque dans le 13e arrondissement de Paris à quelques dizaines de mètres de son domicile. Il venait de sortir, pour envoyer un mandat à la sœur d'un ami, Azuquita, le célèbre chanteur panaméen qu'il hébergeait. Dans la journée, il avait rendez-vous avec le directeur du Nouvel Observateur Pierre Bénichou pour lui remettre quatre feuillets d'un article qu'il lui a promis l'avant-veille à la Chapelle des Lombards, sur « La figurante », de son ami de jeunesse Michel Butel, dont il avait obtenu à Libération en novembre 1977 le premier interview juste après son prix Médicis pour son premier roman L'Autre Amour.
Les enquêteurs constatent qu'il y a plusieurs dizaines de témoins
, à une heure de fort passage, notamment des soignants de l'hôpital en face. Ils ont vu trois hommes fuir dans une voiture rouge immatriculée 94. Pour obliger la victime à se retourner, l'un d'eux aurait prononcé en espagnol le mot « hombre ». Une femme a vu le chauffeur avec « les cheveux blonds ».
L'assassinat est revendiqué après 30 minutes seulement, par un appel à l'AFP : « Aujourd'hui 20 septembre 1979 à 12 h 30, Pierre Goldman a payé ses crimes. La justice du pouvoir ayant montré une nouvelle fois ses faiblesses et son laxisme, nous avons fait ce que notre devoir nous commandait. Nous revendiquons cet acte au nom du groupe « Honneur de la police ». » Ce groupe a déjà revendiqué un attentat à la bombe commis le 8 mai 1979 contre le véhicule de Maurice Lourdez, responsable de la coordination des services d'ordre au sein de la CGT, mais aussi l'assassinat du militant Henri Curiel en 1978.
Près de 15 000 personnes, dont de nombreuses personnalités de gauche, assistent à son enterrement, au cimetière du Père-Lachaise (4ème division). Quelques jours après son assassinat, sa femme accouche de leur fils Manuel, qu'elle protègera pendant ses jeunes années : il n'apprendra le drame que par hasard, en colonie de vacances à l'âge de sept ans.
Non loin du corbillard transportant Pierre Goldman, sur une pancarte, une photo noir et blanc du défunt brandissant un livre, prise par Michel Artaut (Agence Gamma), qui avait photographié Jean-Jacques Goldman lors d'une conférence de presse lançant en 1974 le comité de soutien à son frère. Le socialiste Paul Quilès reproche au PCF, alors en proie aux révélations de la presse sur le passé de Georges Marchais  sous l'occupation, son absence à l'enterrement de Goldman, dans une tribune au Monde.

### Réactions de la presse
À droite, le quotidien L'Aurore est cinglant : « certains ont mis en doute ce verdict (l'acquittement de 1976). Ils ont mis en doute hier le principe même de la justice de leur pays. C'est ainsi qu'on bascule dans l'anarchie et c'est beaucoup plus grave qu'un hold up sanglant », tandis que France Soir titre « Goldman se sentait menacé » tout en citant « un commissaire au Quai des Orfèvres », selon qui l'opinion publique « sait bien qu'aucun d'entre nous ne pouvait être satisfait de la clémence inexplicable dont Goldman a bénéficié dans l'affaire du boulevard Richard Lenoir » ce qu'Honneur de la police tente selon lui d'exploiter alors « qu'aucun policier authentique d'une police officielle » ne peut être le commanditaire de l'assassinat. « Le meurtrier de deux pharmaciennes ne pouvait être qu'un homme frappé au fer de quatre malédictions : jeune, juif, gauchiste et délinquant » écrit un autre article anonyme, dans France-Soir.
À gauche, Libération déplore que le journal de 20 heures d'Antenne 2 a fait des « insinuations crapuleuses sur la personnalité » de la victime, Patrick Poivre d'Arvor parlant de « règlement de comptes », tandis qu'Europe 1 a aussi donné une large place à la thèse du « règlement de compte entre latino-américains ». Sur TF1 Roger Gicquel a consacré au drame huit minutes en ouverture de son « 20 heures » en parlant de fascisme et de racisme.
Libération se demande si les tueurs n'ont pas « attendu que la police soit humiliée par l'affaire Mesrine pour défendre l'honneur » de Jacques Tillier, journaliste à Minute, qui dix jours avant l'assassinat de Goldman avait été torturé et laissé pour mort dans une grotte de l'Oise par le célèbre truand Jacques Mesrine, trois fois interviewé par Libération en deux ans.
Libération et Le Monde,, rappellent que Goldman avait obtenu la protection de ses amis pendant plusieurs semaines après avoir été accusé dans Minute d'être responsable de l'assassinat à la voiture piégée, le 18 mars 1978 à Saint-Wandrille-Rançon, du numéro deux du Front National François Duprat.

### L'enquête
Le commissaire Marcel Leclerc est alors numéro deux de la Brigade criminelle, et adjoint de Pierre Ottavioli : « moi qui avais tenté d'établir la culpabilité de Goldman dans un double meurtre, j'allais maintenant devoir enquêter sur les causes de sa propre mort » a-t-il écrit en 2000 dans ses mémoires. Parmi les premières personnes entendues, des proches de François Duprat, militant d'extrême-droite tué dans une explosion le 18 mars 1978, à l'issue duquel l'hebdomadaire d'extrême droite Minute avait cité Pierre Goldman « comme pouvant être l'auteur de l'attentat » sur la base d'une liste fournie par la police. Selon l'historien Nicolas Lebourg, la Commission d'accès aux documents administratifs (CADA) a rendu des avis positifs pour l'accès aux dossiers des assassinats de Pierre Goldman et François Duprat, mais le directeur du cabinet du ministre de l’Intérieur a communiqué son refus de suivre ces avisCADA. La requalification des homicides d’Henri Curiel, François Duprat et Pierre Goldman en actes de terrorisme a été préconisée par le politologue Jean-Yves Camus.
Ils ont lieu à l'époque de la « guerre des polices », qui oppose plusieurs services à la préfecture de police de Paris, favorisant « l'intoxication, le lancement de fausses rumeurs pour brouiller les pistes », pratiques qui deviennent « monnaie courante », selon Charles Pellegrini, à l'époque responsable de l'Office central de répression du banditisme (OCRB), qui estimera en 1999 que l'assassinat doit être attribué à « une partie très fascisante de la police, qui était tout à fait capable de manipuler des voyous », en rappelant qu'Honneur de la police a envoyé deux balles de .357 Magnum, quelques années plus tard, au ministre de l'intérieur Gaston Defferre.

### Les aveux publics de Resciniti de Says en 2010 et 2015
En janvier 2010, un ex-parachutiste et mercenaire, militant d’extrême droite de 60 ans, qui côtoya le groupe de Bob Denard, revendique l'assassinat de Pierre Goldman et d'Henri Curiel, en donnant de nombreux détails, face à la caméra, mais le visage flouté, la voix déformée : c'est René Resciniti de Says, qui réitère ces aveux dans un livre posthume, publié en 2015, cette fois en dévoilant son nom et tous les détails de sa vie,. En 2012, identifié entre-temps, il précise n’avoir pas participé à l’opération pour de l’argent et juge son acte de l'époque plutôt « dérisoire », dans un témoignage qui a semblé crédible aux historiens et qui « paraît convaincant : lorsqu’il ne se souvient pas d’un détail, il l’avoue, sans chercher à se remémorer un enchaînement parfait ».
L'assassinat de Goldman a selon René Resciniti de Says bien été organisé par Honneur de la Police, qui n'est qu'une façade de circonstances du SAC, ex-police privée mise en cause à la même époque dans les assassinats d'Henri Curiel et Robert Boulin. Cette petite « cellule terroriste » qui a assassiné Goldman s'est ensuite dispersée en 1980 lorsqu'il est parti en Amérique centrale former des « Contras » à la frontière du Guatemala et du Salvador.
Sous-titré « Vie et mort de l'homme qui assassina Pierre Goldman et Henri Curiel », le livre de 2015 détaille la vie de René Resciniti de Says depuis l'enfance, et décrit l'assassinat d'Henri Curiel en page 179, puis en page 185 de celui de Pierre Goldman, « sur ordre du Service d’action civique » (SAC), sur fond « de liaisons internationalistes-progressistes manipulées par les grands de la guerre froide ».
Recueilli par le journaliste Michel Despratx, le témoignage de 2010 est au centre d'un documentaire intitulé Comment j'ai tué Pierre Goldman, diffusé dans « Spécial investigation », l'émission de Canal+, le 29 janvier 2010 et recoupé avec celui de plusieurs autres acteurs et témoins : les journalistes de Libération Jean-Louis Péninou ou Jean-Michel Caradec'h, Charlie Bauer, l'ex-ministre de l’intérieur Christian Bonnet et son directeur de la police Robert Pandraud ou encore le commissaire Lucien Aimé-Blanc et deux ou trois autres sbires masqués, puis rediffusé en août 2011.
Dans le documentaire, René Resciniti de Says dit avoir été recruté pour l'assassinat par un « ami », lui aussi ex-parachutiste, qui cherchait des « soldats politiques », et comment le guet-apens a été mis en place et commandité par le patron du SAC Pierre Debizet. Son acquittement de 1976 aurait rendu fous des « soldats politiques » en lutte « contre la subversion gauchiste », dont Pierre Debizet. D'après cet ex-mercenaire, les quatre membres du commando ayant tué Goldman, deux guetteurs et deux tueurs, étaient « tous issus de l'extrême droite radicale ». L'un d'eux travaillait par ailleurs comme inspecteur de police à la DST, et un autre comme policier aux RG de la Préfecture de Police qui ne sont cependant pas commanditaires, l'opération étant sous la supervision d'un groupe privé, le SAC.
Christian Rol, dans son livre, affuble les deux policiers des pseudonymes « Tango » et « Charly ». Véritable duo infernal barbouzard chargé de repérer les éléments de la droite radicale pouvant servir de nervis, les deux inspecteurs Tango et Charly seraient, selon Rol, à l'origine de la dérive meurtrière de René Resciniti de Says ; qui en plus de sa participation aux deux opérations « homo » contre Curiel et Goldman ; aurait notamment surveillé un peintre en bâtiment assassiné par la suite (affaire Robert Luong). Après ce témoignage, Libération consulte Jean Baklouti, ex du contre-espionnage, qui n'écarte pas l'hypothèse qu'un inspecteur, engagé à l'extrême droite, et chassé du service en 1982, ait pu « agir à titre personnel » seulement, car à l'époque de son assassinat Goldman n'a jamais été un objectif de la DST, bien qu'elle continue à garder un œil sur lui par précaution.

### L'hypothèse d'Aimé-Blanc: des Marseillais au service de l'Espagne
Les aveux publics de 2010 désignant Pierre Debizet, chef historique du SAC, comme le commanditaire de l'assassinat contredisent l'hypothèse d'un Goldman tué pour avoir envisagé de soutenir les indépendantistes basques, diffusée les années précédentes par Lucien Aimé-Blanc. Lucien Aimé-Blanc, qui avec son ami Jacques Tillier « organise des coups dignes de barbouzes » entre 1977 et 1979, est aussi le policier qui en mars 1970 avait recueilli auprès d'un proxénète antillais de Pigalle le « renseignement » accusant Goldman du meurtre des pharmaciennes.
Son scénario basque apparait pour la première fois lors du vingtième anniversaire de l'assassinat de Goldman, via un article de Luc Rosenzweig, inspiré par le commissaire divisionnaire Charles Pellegrini, adjoint de Lucien Aimé-Blanc à l'OCRB en 1979. Pellegrini s'y distancie des intoxications et « fausses rumeurs pour brouiller les pistes » comme celle de « terroristes basques de l'ETA, qui auraient été roulés par Pierre Goldman » dans un trafic d'armes. ETA se fournissait plutôt en volant des armureries civiles et parfois militaires, ou via des filières dans les Balkans et en Irlande. Son article de 1999 parle de « règlement de compte de terroristes basques de l'ETA », tout en révélant que l'indicateur ayant dénoncé Goldman en 1970 « fréquentait les milieux antillais », sans préciser que c'est Lucien Aimé-Blanc qui avait à l'époque fait remonter ce renseignement.
Un an et demi après, le rédacteur en chef de VSD Jean-Michel Caradec'h publie, en style romancé et sous pseudonyme, un article parlant d'un groupe d'amis de Goldman ayant fait « l'apprentissage du karaté, du tir et d'autres techniques » avant son assassinat, qu'ils jugeaient cependant inéluctable, tout en voulant enquêter après. L'article dit que « l'un d'eux », désigné sous le pseudonyme de « Solo » a « rencontré l'un des organisateurs du meurtre, à Paris, récemment ».
Ponctué de photos de Mesrine et Goldman, le texte parle d'une « opération de financement », des « armes de guerre palestiniennes importées du Liban, sur un voilier », pour laquelle Mesrine et Goldman se seraient associés et qui serait la cause de leurs morts à deux mois d'intervalle, en ajoutant que « Action directe avait employé les mêmes ». L'article affirme aussi que Jean-Pierre Maïone-Libaude, « tueur professionnel bricolant, à l'occasion, pour les services », avait été « reconnu par un truand algérien, ami de Goldman » la veille de l'assassinat et que Jean-Pierre Maïone-Libaude aurait ensuite été « abattu par un (autre) ami de Goldman agissant en solo ».
En 2003, Lucien Aimé-Blanc donne un entretien à un jeune professeur de littérature, Michaël Prazan, qui publie deux ans après son premier livre, le citant longuement sur la mort de Goldman. Lucien Aimé-Blanc lui parle de but en blanc d'un de ses informateurs de l'époque Jean-Pierre Maione-Libaude, mais sans rien affirmer. L'auteur lui demande, dans la foulée : « le groupes antiterroristes de libération (GAL) aurait donc embauché Jean-Pierre Maione-Libaude pour liquider Goldman ? ». Aimé Blanc lui répond que « c'est tout à fait plausible » en reprenant la thèse du « règlement de compte de terroristes basques de l'ETA » que l'article de 1999 inspiré par Charles Pellegrini avait pour la première mois évoquée. Il « n'est pas impossible que le GAL ou des supplétifs du GAL l'aient fait descendre », ajoute Aimé-Blanc, en affirmant que « les voyous marseillais étaient, comme Tany Zampa, tous affiliés au GAL », ce qui n'avait, depuis trente ans, jamais été mentionné dans aucun livre ou article.
Un an après, en avril 2006, Lucien Aimé-Blanc reformule encore sa thèse, dans une interview à Libération, affirmant cette fois tout net: « Des voyous marseillais du GAL l'ont tué avec Maïone, qui a évoqué aussi un commandant, ancien du SDECE mais actif à l'époque, sans me donner son identité ». L'interview accompagne le deuxième livre de Lucien Aimé-Blanc, publié, comme celui de 2001, avec Jean-Michel Caradec'h, un an après celui de Prazan. Un mois avant que son livre sorte, Aimé-Blanc en a donné généreusement les meilleures pages au mensuel Corsica créé par un journaliste dont il est resté proche, Gilles Millet, l'ancien de Libération . Dans son interview à ce quotidien, Lucien Aimé-Blanc déclare que Goldman « fréquentait la brasserie Bofinger, fief des indépendantistes basques, ambitionnait de monter un réseau armé pour contrer ces anti-ETA » et « a contacté des voyous de gauche, comme Charlie Bauer qui n'a pas marché, Mesrine qui s'est défilé, et des autonomes. À force de se vanter de ses futures actions contre le GAL, Goldman est apparu dangereux ». Le gérant de la brasserie Bofinger, est bien un basque, alors restaurateur depuis quarante ans, mais rien dans l'histoire du lieu ne l'avait jusque-là assimilé à un « fief des indépendantistes basques ».
Jean-Michel Caradec'h, coauteur du livre de Lucien Aimé-Blanc a pourtant déclaré dans celui de Michaël Prazan que l'hypothèse d'un Goldman s'impliquant dans un trafc d'armes « n'a pas de sens », après avoir rappelé que Goldman, quelques jours avant sa mort, était venu à Libération lui demander de lui prêter son arme. Charlie Bauer a lui aussi démenti catégoriquement en 2009 : il n'a connu Mesrine qu'à l'automne 1979, une époque où il ne voyait plus du tout Goldman, trop absorbé par la création de la Chapelle des Lombards. « Je faisais partie d'un groupe antifasciste et nous avions travaillé sur l'extrême droite. Nous avions surveillé le journal Minute », après l'assassinat de François Duprat le 18 mars 1978, pour lequel Minute avait accusé Goldman, avait déjà expliqué en février 1982 Charlie Bauer devant la Cour d'Assises qui l'a acquitté. Ce groupe antifasciste était connu de la police « à l'occasion d'investigations entreprises » en mars 1978 sur l'implication de Bauer dans un trafic de Cannabis avait même rappelé le commissaire Marcel Leclerc, dans ses mémoires publiés en 2000, où il n'évoque que très brièvement le scénario hispano-marseillais proposé l'année précédente et seulement au conditionnel.
Quant à Goldman, selon son épouse Christiane, il a été « parfois assister à la célébration du shabbat chez les frères Zemour » qui l’avaient réconforté durant sa captivité mais c'était à sa sortie de prison de l'automne 1976, pour finir l'écriture de son roman policier publié à l'été 1977, trouvant chez eux « ces scènes surréalistes qui ont nourri », « comme la grand-mère pieuse à côté des flingues sur la table pendant la prière ».
Mesrine n'a lui jamais été sous les verrous avec Bauer ni Goldman, qui ne se sont que brièvement croisés en prison, en octobre 1976 : sanctionné pour sa participation à une évasion ratée de Lisieux, Bauer fut transféré à Fresnes. Ensuite, à sa sortie de prison, Bauer est brièvement hébergé par Goldman et son épouse, chez qui sa présence énerve Pierre Benichou, avant d'être embauché dans une librairie à Caen, ville où sa femme est enseignante.
Lucien Aimé-Blanc aura encore une nouvelle version, encore plus affirmative, dans La Provence en 2010 : dans l'espoir « de monter un groupe armé pour contrer ces anti-ETA », Goldman « aurait contacté le clan Zampa, afin d’acheter un stock d’armes pour les basques » et ce dernier « aurait encaissé l’argent ». Dans Le Figaro, il reconnait que la confidence de Jean-Pierre Maïone-Libaude, un ami, date de 1980 lors d'un rendez-vous au café de la Paix, au cours duquel il a été pris en photo.
Jean-Pierre Maïone-Libaude a lui été immédiatement inculpé et écroué. Le Monde précise en juillet 1981 que s'il a « été soupçonné d'avoir participé au meurtre de Pierre Goldman, il a depuis été mis hors de cause » car confronté dès son arrestation, sans succès, avec les nombreux témoins du drame. Selon la série d'articles publiés au même moment dans Le Monde, Lucien Aimé-Blanc a répondu à l'IGPN que Maïone-Libaude servait d'indicateur pour des trafics d'armes du FLNC corse,, sans dire un mot de l'Espagne. Une fois à la retraite, dans son livre de 2006, le policier en dira bien plus, affirmant que Maione était chargé « d'organiser de faux attentats attribués au FLNC afin de le déconsidérer » mais aussi de « préparer les assassinats » de cinq leaders corses, afin « de régler le problème corse », au moment où « le FLNC est en plein essor », Lucien Aimé-Blanc ayant été dès « la fin de l'hiver 1978 » contacté par un responsable de la PJ proche du SAC (Service d'action civique), pour cet objectif,, finalement annulé par l'Élysée.

## Historiographie
Le film de Cédric Kahn Le Procès Goldman, sorti en septembre 2023, s'est basé sur le recoupement de centaines d'articles dans la presse nationale, au moment des deux procès, sur fond des trois livres de l'époque décrivant le dossier dans le détail, tout en précisant au générique qu'il s'agit d'une fiction.
Entre-temps, une réécriture de l'histoire avait été tentée par d'autres livres au fil des décennies suivantes, à partir de sources moins diverses, moins précises et moins recoupées, en insistant sur la personnalité prêtée à l'acquitté, dont il n'existe pas d'images d'archives télévisées, et sans pouvoir citer de proches. En 2023, sa veuve a dénoncé « des choses accumulées avec le temps, néfastes » pour elle et sa famille, « des rumeurs, des livres, des légendes sur Pierre, des propos rapportés qui n'ont jamais existé, des phrases de lui mal interprétées, des choses inventées, consciemment ou inconsciemment malveillantes, insupportables ».
« Chacun essaye de retenir de lui l’image qui convient à son narcissisme », constate dès 1979 Serge July dans Libération au moment où « les reniements de la décennie sont devenus autant de principes de mode et de littérature ». Dès cette époque, il « avait des vrais et des faux amis », rappellera en 2023 le musicologue Philippe Gumplowicz, qui se réclame des proches.
Selon une analyse du quotidien Le Monde, au fil des décennies va se perpétrer un second assassinat « commis symboliquement et post mortem par ceux chez qui la fascination perverse rejoignait la haine rentrée à l’égard du personnage ».

### Livres de 1975-1976
Dès février 1975, l'ex-magistrat Wladimir Rabinovitch a consacré un article complet à l'affaire dans la revue Esprit, suivi d'un livre en juin 1976, qui raconte le procès s'étant achevé le mois précédent, tandis que Pierre Goldman a entre-temps publié le sien en octobre 1975, dont les deux-tiers sont aussi consacrés à l'affaire, suivi en novembre par celui de Régis Debray. Un quatrième livre est publié à cette période, par Hélène Cixous.

### Livres des années 1980
Dans la seconde partie des années 1980, Pierre Goldman est longuement évoqué dans chacun des deux tomes du livre Génération, de Hervé Hamon et Patrick Rotman, notamment pour son rôle de chef du service d'ordre étudiant au début des années 1960, capable de se battre à un contre dix pour empêcher l'extrême-droite d'approcher des rassemblements, mais également soucieux de ne pas causer de blessés trop graves. Il « était aimé », surtout « dans la lutte contre les fascistes à la fin de la guerre d'Algérie », confirme un article dans Libération de 1974.
Le livre insiste sur le détachement entre lui et ses anciens camarades sept ans après, au retour du Venezuela, ce qui avait déjà été souligné dans un article de Serge July publié dans Libération en 1974 : « l'extrême gauche organisée n'aime pas Pierre Goldman. Pas plus que l'extrême gauche ne passionne Goldman. C'est son droit commun et son affaire n'intéresse personne. Personne sinon ceux qui l'ont connu, pour la plupart, entre 1962 et 1966 » et se mobilisent en découvrant dans la presse, au cours du premier procès, que l'accusation de double meurtre repose sur pas grand-chose.

### Livres des années 1990: Debray et Dollé
Les années 1990 commencent plutôt bien pour lui : en 1991 un livre de Bernard Kouchner salue les deux demi-frères, Pierre et Jean-Jacques, différents mais proches, « chasseurs de cauchemars identiques », qui « poursuivaient le même rêve d'égalité », mais l'année suivante Régis Debray lance le thème de l'ingratitude supposée de Goldman dès la deuxième édition des Masques, troisième tome de son autobiographie. Selon cette réécriture de l'histoire, l'acquittement de 1976 serait essentiellement dû à l'aide de personnalités, dont lui-même. Il y met en scène Simone Signoret, qui se serait plaint de cette ingratitude en disant « après tout ce que j’ai fait pour lui de lui » et à qui Debray aurait répondu « Non, Simone, à cause de tout ce que tu as fait ». Georges Kiejman s'étonnera lui de son absence à un dîner organisé avec le cinéaste Roman Polanski. Pierre Goldman « haïssait la mondanité, ne répondait aux sollicitations, estimait ne rien devoir, pas comme ça », rappellera en 2023 son épouse. « Un an à peine après avoir été acquitté, voilà que ce connard publie un livre », aurait même pensé Pierre Benichou, en découvrant le roman policier écrit par Goldman en prison, selon ses souvenirs des décennies après.
Pour accentuer encore son effet, le livre de Régis Debray le moque aussi, en termes délibérément ambigus : « quand on s’est rêvé Manouchian, on ne peut se voir affubler la peau d’un petit malfrat butant deux pharmaciennes pour piquer dans la caisse, sans se faire porter absent. Goldman ne pouvait pas plus se supporter coupable que disculpé. […] Quant à l’intelligentsia, à laquelle je dois beaucoup, rien de plus aisé que de la faire marcher comme un seul homme quand on est derrière les barreaux et qu’on a un brin de plume. Elle se sent tellement coupable de ses mains blanches qu’un faux innocent aux mains sales fera toujours un martyr adorable ».
Un ami de Régis Debray, l'ex-maoïste et professeur à Vincennes Jean-Paul Dollé, devenu une figure des Nouveaux philosophes, recourt aussi à la petite phrase anachronique, glissée dans une biographie qu'il lui consacre en 1997, au motif qu'il l'avait croisé à l'UEC au début des années 1960. Goldman aurait dit à son avocat Georges Kiejman, au cours d’une fiesta, « on les a bien eus »,. Georges Kiejman a protesté par une lettre agacée à Jean-Paul Dollé, en précisant que cette fiesta n’a jamais eu lieu et Goldman jamais dit ça, puis retrouvé l’enregistrement le prouvant. Le livre de Jean-Paul Dollé, citant peu de sources, est le seul à le présenter Goldman comme son ami, tandis que l'enquête d'Hervé Hamon et Patrick Rotman sur cette génération de militants , recoupée par des centaines de sources, ne mentionne que l'amitié très proche entre Régis Debray, et Jean-Paul Dollé, depuis le début des années 1960.
Le livre permet à Dollé de livrer des portraits des grands intellectuels de l’époque, Lacan, Deleuze, Althusser, en précisant qu'il les a aussi côtoyés, pour mieux souligner qu'il a depuis pris ses distances. Il y écrit que Goldman partageait avec eux une impossibilité à « concevoir des rapports d’égalité avec l’autre sexe », un embarras avec la sexualité, des désirs « d’honneur et de fraternité », et de « communion avec les autres mâles, combattants, amis ou ennemis, peu importe ».

### Livres de 2005-2007
Entre 2005 et 2007 paraissent cinq livres qui refont le second procès, à la manière d'une « belle », comme un troisième match succédant à la revanche de 1976, en exhumant pour certains des documents de la courte enquête policière d'avril 1970, cette fois sans avocat de la défense pour les contester. La thèse d'un gangster endurci se veut renforcée par une nouvelle théorie : Goldman n'aurait cessé de frayer avec des gangsters depuis sa sortie de prison et préparait avec eux un trafic d'armes pour les terroristes basques en Espagne, cause de son assassinat.
Le premier de ces livres est publié en mai 2005 par Michaël Prazan, alors professeur de lettres, suivi en octobre par celui de l'avocat Antoine Casubolo, romancé et axé sur la psychologie, évoquant des « aspects sombres de la personnalité de Goldman » et « réticences de ses amis à livrer leur témoignage ». Suivent deux « romans à clé »,, martelant la légende noire de « sa fréquentation ininterrompue » du milieu des truands, qui « ne permet pas de le présenter comme victime d’un crime politique » dont l'un reprend des éléments du dossier psychiatrique de Goldman, pourtant réfutés au second procès, afin d'exhumer la fable de sa présence pour raisons médicales en 1966 à la clinique de La Borde, où il visitait en réalité son ami le psychanalyste et philosophe Félix Guattari.
Tous les cinq s'appuient surtout sur des propos fluctuants du commissaire Lucien Aimé-Blanc, présenté dès le livre de Prazan en mai 2005 comme un « homme affable » dont la vie « est un roman », qui avait lancé l'enquête de 1970 en recueillant un renseignement d'un de ses indicateurs, un proxénète antillais de Pigalle affirmant avoir procuré son arme à Goldman, puis lancé en 2005 l'hypothèse d'un trafic d'armes pour les terroristes basque. Aucun des cinq livres n'évoque la tentative de meurtre de Jacques Mesrine, dix jours avant l'assassinat de Goldman, contre Jacques Tillier, journaliste à Minute, ni l'article non-signé de ce journal qui avait accusé l'année précédente Goldman de préparer des assassinats de personnalités d'extrême-droite.
Ces livres de la période 2005-2007, dont certains évoquent la concurrence des mémoires qui fait rage à l'époque, sur fond d'affaire Olivier Grenouilleau, seront ensuite affaiblis par les aveux du militant d'extrême-droite René Resciniti de Says, qui reconnait un crime purement politique mais « dérisoire », sans motivation ni rétribution financière, voix et visage dissimulé, dans un documentaire d'investigation de Canal+ en 2010 puis via son autobiographie posthume publiée en 2015.
Dans Le Figaro du 24 septembre 2005 trois articles sont consacrés à Pierre Goldman. L'un des trois, mentionne qu'un livre et un projet de documentaire de Michaël Prazan, « qui fouillent le passé du gauchiste condamné puis acquitté, avant d'être assassiné en 1979, révoltent famille et amis ». Le livre est une biographie à charge qui révèle dans un court chapitre l'hypothèse du commissaire Lucien Aimé-Blanc sur des armes pour les basques et critique l'acquittement de Pierre Goldman,, mais sans convaincre, car il élude les six amis antillais ayant contribué lors du second procès à l'alibi de Pierre Goldman, dont le principal, Alain Caprice inspecteur principal et policier depuis 20 ans.
Le livre de Michaël Prazan met en avant Joël Lautric, sévèrement brouillé avec Pierre Goldman depuis trente ans, le seul des six présent au premier procès, sans mentionner que les avocats de Goldman avaient renoncé à utiliser son témoignage au second procès même s'il a effectivement comparu. L'enquête avait établi que Joël Lautric ne portait pas de montre et changé de version quatre fois. Dans le livre et le documentaire de Michaël Prazan de septembre 2005, il affirme comme lors de la courte instruction d'avril 1970 que Goldman l'aurait quitté le soir du meurtre à 18 h et non à 20 h, ce que l'auteur et sa maison d'édition présentent comme une révélation. Il évoque aussi les pressions de la police contre les Antillais en 1970, quand on lui a dit que Goldman l'accusait d'être proxénète et s'étonne que l'ami le plus radical de Goldman à l'époque, qu'il soupçonne d'avoir commis le double meurtre avec lui, n'ait jamais été entendu par les policiers. Le film de Cédric Kahn en 2023 montre Joël Lautric demandant pardon à Goldman pour avoir changé de version pendant l'enquête afin d'éviter d'être accusé par les policiers d'avoir lui-même participé à des hold-up.
Dans l'article du Figaro de 2005, Michaël Prazan se plaint que « pratiquement tous les témoins » qu'il avait « filmés refusent désormais d'apparaître » dans son documentaire en raison de lettres qui circulent pour en « demander l'interdiction ». Plusieurs amis de Goldman, dont Marc Kravetz et Pierre Bénichou, ont ainsi refusé que leur témoignage soit diffusé dans l'émission, confirme un autre des articles du Figaro. Christiane Succab-Goldman, veuve de Pierre Goldman, a démenti de très nombreux éléments du livre dès sa publication mais la diffusion du documentaire a été maintenue sur FR3 alors que Marc Kravetz a expliqué que ce que disait Joël Lautric n'avait « jamais pesé au procès, ni dans un sens ni dans l'autre », car il avait « changé douze fois » de version.
Selon Christiane Succab-Goldman, Prazan « prétend avoir retrouvé Joël Lautric, qui en réalité n'a jamais été introuvable mais vivait en banlieue parisienne, très démuni », pour faire un prétendu témoin-clé de ce « témoin parmi d'autres », qui vouait « une haine viscérale » à Goldman après leur rupture, sur fond de copieuses injures. Elle s'étonne que Lautric soit devenu soudain très précis dans ses souvenirs, après 36 ans, alors qu'on se souvient surtout, selon elle, « encore à quel point, jadis, il avait été pitoyable dans le prétoire ». Le livre de Michaël Prazan mentionne que Joël Lautric est resté amer car obligé de retourner en Guadeloupe par les pressions subies lors de l'enquête de 1970 alors qu'il était heureux d'un rôle important dans sa troupe de théâtre en France.
Selon la veuve de Goldman, le livre de Prazan « prend soin d'annihiler le témoignage bien plus important d'Alain Caprice, qu'il cite en ressortant une déposition désastreuse faite au moment de son interrogatoire, lors de l'enquête menée avant le premier procès », sans préciser que tous les Antillais proches de Pierre Goldman avaient été interrogés et « considérés à l'époque comme suspects », sans avoir « la moindre habitude d'être confrontés » à la police. Elle reproche aussi à Prazan d'avoir présenté son fils comme « ce rejeton d'une trajectoire insensée et d'une union métissée » et menti en affirmant que Joël Lautric lui a présenté Pierre Goldman en 1969 alors qu'ils se connaissaient depuis 1965. La même année que Michaël Prazan.

### Réédition en 2019 de la fiction policière de 1977
La réédition en 2019 d'un roman policier au second degré publié en 1977 par Goldman a placé un coup de projecteur sur la date de son assassinat, six jours avant la naissance de son fils, car dans le roman policier, le personnage principal nait cinq jours avant qu'ait été guillotiné son père, un résistant juif antifasciste. L'Ordinaire Mésaventure d'Archibald Rapoport a été écrit en prison à partir de septembre 1975, selon une lettre de Goldman à son épouse, six mois avant le second procès de Goldman et un an avant qu'il soit libéré. Son avocat Georges Kiejman a lu le texte avant et Libération en publie les « bonnes feuilles », sur plusieurs pages, le 22 septembre. Dans Le Monde du 30 septembre le roman bénéficie d'une bonne critique de l'académicien Bertrand Poirot-Delpech, qui moque cependant le « nombre record de demi-soldes de la révolution » passés « de la guérilla à la guéguerre des jurys » en cette rentrée littéraire 1977, pour surtout dénoncer le « masochisme qui imprègne le fond du roman » de Régis Debray, publié le même mois, en déplorant que « chacun de ses livres marque une escalade dans l'autopunition » alors que celui de Goldman, qui lui « ne se bricole pas une raison sociale dans le succès de librairie », allie mystère et rire, en tentant « éperdument de sauver le vécu de l'absurdité ». Une semaine après Bertrand Poirot-Delpech, c'est Serge July qui en fait une critique plutôt favorable aussi le 5 octobre dans Libération.
Pure fiction, ce court roman policier raconte une enquête sur une série d'assassinats de magistrats, avocats et policiers, signés par l'abandon sur les lieux d'un olisbo, « jouet sexuel en forme de phallus, tronqué de ses testicules ». Le suspect est Archibald Rapoport, né en 1943 de parents juifs, résistants et assassinés. Il veut les venger, après que sa tante l'ait emmené en Pologne et à Cuba où il s'est passionné pour la musique noire, puis a effectué des offres de lutte anti-OAS. Parmi les rebondissements, la création chez les policiers d'un escadron sauvage de vengeance parallèle. Le roman décrit leurs funérailles, suivies par un million de parisiens, l'un d'eux, « Garo », portant le nom de l'avocat des familles, qu'il avait regretté avoir traité de « fascistes » lors de son second procès.
L'auteur a écrit, dans une note personnelle citée par le préfacier lors de la réédition en 2019 « voilà ce contre quoi je tenais à vous prévenir : ce récit, ni roman, ni nouvelle, ni essai, ni rien d'autre qui possède appellation, est pure fiction ».
La trame n'est pas autobiographique, les détails ne commençant qu'à l’âge de 12 ans, et s'inspire d'une autre série de meurtres, dans Érostrate, nouvelle de Jean-Paul Sartre de 1939 se référant à Érostrate incendiaire du temple d'Artémis à Éphèse, merveille du monde antique.
Le rythme de la narration, « contaminé par le délire du protagoniste », ressemble à « une partition pour les percussions », avec des scènes « qui rebondissent sans cesse, frénétiquement, les unes sur les autres : coïts, séjour à Auschwitz, suicide de commissaire en pleine réunion de travail, engagement dans une milice ». L'auteur y fait passer aussi sa vision du conflit du Proche-Orient, la nécessité selon lui d'être « nombreux à défendre le droit imprescriptible du peuple palestinien à posséder un état, à défendre aussi le droit des juifs d'Israël à conserver leur État, leur patrie ».
Certains verront lors de la réédition en 2019 une farce absurde au « ton jubilatoire », et « un récit burlesque, tragédie bouffonne » et « fable satirique où tous les travers de l'époque se trouvent moqués, dogme pompeux de la psychanalyse, conservatisme boursouflé, communisme fatigué », avec des « calembours faciles » et un « comique inquiétant », servi par un « vocabulaire empreint de termes bibliques, messianiques ou anti-messianiques », dont l'emploi « côtoie la parodie » par un auteur qui « se moque de lui-même et de ses camarades, qui se sait empêtré dans un sabir dont il tâche de se débarrasser en le transférant à d’autres ». D'autres y liront au contraire un « bras d’honneur à la justice », le personnage principal ayant des points communs (mais aussi des grandes différences) avec Pierre Goldman. Chez eux, le livre a créé un sentiment de malaise, c'est le cas de — son avocat Georges Kiejman — mais après l'assassinat de Goldman. Me Kiejman cite le journaliste du Monde Philippe Boucher, mais ce dernier, dans son livre de 1980 dit juste en page 157 d'une ligne qu'il a « quelques raisons de ne pas aimer » le second ouvrage de Goldman.
En septembre 1977, le roman parait au moment ou gendarmerie et police sont heurtés par la cavale très médiatisée de Pierre Conty, autre ex-militant d'extrême gauche, toujours introuvable trois semaines après avoir tué trois personnes lors d'un holdup en Ardèche, dont un gendarme. L'écrivain Dominique Perrut, convaincu que Goldman était « coupable du double meurtre » de 1969, verra en 2010 dans le roman de 1975, des « quasi-confessions livrées par Goldman lui-même, une fois libéré » et Régis Debray en 2019 « un délire autobiographique provoquant à souhait par son humour » ou un « un livre suicide, si l’on veut ».
En rééditant le livre en 2019, Jean Le Gall estime que Goldman s'était en 1977 « mis sciemment en danger », car « ses assassins ont lu dans ce livre les aveux de leur future victime plutôt qu’une description voilée de leur propre haine homicide ».
En 1977, les Editions du Seuil avaient refusé de publier le roman. Bernard de Fallois, des Editions Julliard, avait ensuite repris le manuscrit puis insisté pour qu'il sorte, selon sa veuve, en venant à reprocher à Goldman d'être « l’homme d’un seul livre », alors qu'il lui avait d'abord promis d'avoir « tout son temps » pour finir le livre, selon Philippe Gumplowicz, préfacier de la réédition.
La publication précipitée génère un « ovni littéraire », à « l'humour plus que noir », que Goldman avait terminé pour « qu’on lui fiche la paix ». Il n'en fait pas la promotion, n'accordant qu'un entretien à un journal d'extrême-gauche à l'audience confidentielle, dont il ne partage pas les convictions, et part immédiatement aux Antilles pour ne pas avoir à refuser les sollicitations des journalistes littéraires.

### Biographie de son frère en 2023
Le film de 2023 consacré à Pierre Goldman est précédé d'un mois par la dernière d'une longue série de biographies de Jean-Jacques Goldman où le nom de Pierre Goldman est cité une trentaine de fois en 300 pages. L'auteur, Ivan Jablonka, y parle d'un « alibi peu solide » et d'« aveux partiels » de Pierre Goldman, qui aurait selon lui « ruiné les efforts de normalisation accomplis par ses parents », des « braves gens au passé sans tache ». Le livre reprend dans le détail, sans dire un mot de l'acquittement, les thèses de l'accusation du double meurtre des pharmaciennes en 1969, via les fuites dans la presse lors de l'arrestation du suspect, et ne dit pas un mot non plus des visites en prison de son père ou du soutien de la famille lors du procès. Il reprend des dialogues que le livre de Michaël Prazan a présentés en 2005 comme ayant eu lieu en 1970 entre la famille Goldman et Marc Kravetz, ami du fils assassiné, alors que les deux ont protesté contre le livre de Michaël Prazan, Marc Kravetz annulant ensuite sa participation prévue au documentaire de cet auteur.
Jean-Jacques Goldman a de son côté rappelé dans Le Canard enchaîné que ses proches ont refusé de rencontrer Ivan Jablonka : « je n'ai jamais rencontré cet auteur, mes amis non plus, et je suis triste pour tous les gens qui se font duper en achetant ces livres qui parlent de moi »,.

### Le film de Cédric Kahn
Pour le film de Cédric Kahn Le Procès Goldman sorti en septembre 2023, les auteurs ont réalisé une compilation « d'articles quotidiens de six ou sept grands supports qui couvraient le procès, et obtenu un document de trois cents pages à partir duquel » ils ont « écrit le scénario ». Ils ont « recousu évidemment beaucoup de dialogues et rapatrié des choses (...) trouvées dans la littérature consacrée à Goldman, à commencer par son propre ouvrage, ou même venant du premier procès », produisant « de la fiction, mais avec beaucoup de vrai ». Ils ont par ailleurs consulté Michaël Prazan, auteur d'une biographie contestée en 2005, Pierre Goldman. Le frère de l’ombre, qui leur a présenté les avocats.
La documentariste Christiane Succab-Goldman, veuve de Pierre Goldman, a dans Le Monde indiqué avoir assigné Cédric Kahn en référé, pour exiger qu'un carton signale « le caractère fictif de sa présence au tribunal » et de ses interventions, mais la demande a été rejetée par le tribunal, un carton présent au générique mentionnant déjà l'existence de quelques scènes fictives.
Pour Cédric Khan, qui ignorait son absence, cette scène fictive présente « une tension intéressante » et il indique que « sa présence et son témoignage, au même titre que ceux du père de Goldman, nous semblaient tellement évidents qu’on ne s’est même pas posé la question. »
La veuve de Pierre Goldman a mentionné dans les médias ou via les médias, deux autres désaccords majeurs avec le film: la scène de la lettre où Goldman envisage se séparer de son avocat Georges Kiejman ne précise pas sa principale motivation: la stupeur d'apprendre que Kiejman avait « omis de déposer à temps un recours au civil de la même façon qu’au pénal, si bien que sa condamnation définitive au civil l’a contraint à devoir payer de lourds dommages et intérêts aux victimes », notamment le gendarme gravement blessé par le meurtrier jamais retrouvé, « et donc à passer symboliquement pour coupable dans une affaire dont il était réputé au pénal innocent ». Selon elle, le film fait « peu de cas de la fraternité qui existait » entre Kiejman et Goldman, malgré cet accroc, ce dernier n'étant pas « l’homme incontrôlable » que semble parfois montrer le film, d'autant que « tous les comptes rendus de l’époque attestent que Pierre est resté durant le procès très factuel, mesuré et concentré ».

## Chronologie
- 1963 à 1965 : direction du service d'ordre de l'UEC ;
- 1966 à fin 1967 : huit mois en Pologne puis quatre mois à Cuba ;
- mai 1968 : départ pour un an au Venezuela ;
- 1er octobre 1969 : retour en France ;
- 4 décembre 1969 : 1er hold-up, le pharmacien résiste ;
- 19 décembre 1969 : double meurtre, pour lequel Goldman sera acquitté, dans une pharmacie et deux blessés dont un policier tentant d'arrêter le meurtrier ;
- 20 décembre 1969 : hold-up d'un magasin parisien, à découvert et devant dix témoins ;
- 16 janvier 1970 : vol d'un agent payeur des allocations familiales, qui résiste ;
- 8 avril 1970 : Goldman arrêté, sa photo dans les journaux avant l'identification par les témoins ;
- 14 décembre 1974 : condamnation à perpétuité ;
- novembre 1975 : la Cour de cassation annule le premier jugement ;
- août 1976 : mariage en prison;
- 4 mai 1976 : Goldman acquitté des meurtres, mais condamné à 12 ans de réclusion pour trois vols[93];
- octobre 1976 : Goldman libéré pour bonne conduite ;
- décembre 1976 : Gérard Quinet obtient une saisie-arrêt sur les droit d'auteur de Goldman ;
- été 1977 : assemblée générale et grève à Libération, menées par Goldman contre les provocations du collectif Bazooka ;
- septembre 1978: article de Goldman dénonçant l'antisémitisme d'un article de Jean-Luc Hennig;
- 28 juin 1979 : dernier article dans Libération, deux pages sur l'histoire de la salsa ;
- juin 1979: article de Goldman dénonçant l'antisémitisme d'un article de Guy Hocquenghem ;
- été 1979 : vacances en Guadeloupe ;
- 1er septembre 1979 : Goldman héberge Azuquita, star de la salsa, en contrat pour lancer la Chapelle des Lombards ;
- septembre 1979 : retour en France de sa mère après trente ans en Pologne ;
- 20 septembre 1979 : assassinat en pleine rue à Paris.
- 26 septembre 1979 : sa femme Christiane Succab-Goldman donne naissance à son fils.
- octobre 1979 : son ami Azuquita organise un grand concert de salsa pour la veuve et l'orphelin.

## Publications
- Souvenirs obscurs d'un juif polonais né en France, Paris, Seuil, coll. « Points » (no 1294), 2005 (1re éd. 1975, coll. « Points/Série Actuels » (no A14)  (ISBN 2-02-004596-6 et 978-2-02-004596-4)), 311 p. (ISBN 978-2-02-037176-6, OCLC 470085949, BNF 39962584).
- L'Ordinaire Mésaventure d'Archibald Rapoport : roman, Paris, Julliard, 1977, 1re éd., 187 p. (ISBN 2-260-00091-6 et 978-2-260-00091-4, OCLC 3555407, BNF 34585931) ; rééd. éditions Séguier 2019, 190 p.  (ISBN 978-2-840-49781-3).

## Dans la culture populaire

### Cinéma
- 2011 : Goldman de Christophe Blanc, pour Canal+ : joué par Samuel Benchetrit
- 2023 : Le Procès Goldman de Cédric Kahn (sorti le 27 septembre[257],[258])

Écrit à partir des articles de presse de l'époque, le film reçoit un bon accueil de la critique. Le rôle principal est joué par Arieh Worthalter, qui obtient pour sa performance le César du meilleur acteur. Ulysse Dutilloy-Liégeois incarne le jeune Jean-Jacques Goldman et apparaît à cinq reprises dans le film. Leur père, Alter Goldman, campé par Jerzy Radziwiłowicz, intervient lors du procès.

### Nouvelle
- Faux Printemps, est une nouvelle d'anticipation publiée en 1975 par Guy Hocquenghem, largement inspirée du procès Goldman[119] : le héros est un chroniqueur judiciaire pour Libération couvrant en 1979 le procès du meurtre d'une pharmacienne, qui « touche de près à son passé »[119] et retrouvant dans la salle d'audience « de nombreux anciens camarades »[119]. La nouvelle est parue au début de 1975[260], plusieurs mois avant le premier livre de Goldman, qui selon lui avait complimenté Guy Hocquenghem[119] mais se brouillera avec lui quatre ans après[119].

### Chansons
- Maxime Le Forestier, La Vie d'un homme sur l'album Saltimbanque, 1975, s'inspire du livre de Goldman pour critiquer le commissaire, qui « n'a pas été trop long pour mettre un nom sur cette affaire » avec des « moyens pas toujours très clairs » et le juge qui a négligé les « petits détails »[261].

### Bande dessinée
- Emmanuel Moynot, Pierre Goldman, la vie d'un autre, Éditions Futuropolis, 2012

### Divers
- Dans Le Journal du Dimanche du 9 mai 1976, René Goscinny et le dessinateur Tabary font paraître une planche de L'ignoble Iznogoud commente l'actualité consacrée à l'acquittement de Pierre Goldman pour le meurtre des deux pharmaciennes. Iznogoud est tout sourire : « L'accusé du meurtre des pharmaciennes a été acquitté et j'en suis heureux ! [...] Je suis heureux parce que les juges, les avocats, le public et les journaux sont heureux ! »

Mais le bonheur du vizir est interrompu par une manifestation de pharmaciennes furieuses...

### Presse
- Jean-Yves Camus, « L'assassinat de Pierre Goldman, entre barbouzerie et fascisme », sur Rue89, nouvelobs.com (www.nouvelobs.com/rue89), 27 janvier 2010.
- « Révélations sur l’assassinat de Pierre Goldman », Le Monde diplomatique, 26 janvier 2010.

### Documentaires
- 1980 : Aïnama « Salsa pour Goldman », de Frank Cassenti.
- Faites entrer l'accusé, présenté par Christophe Hondelatte, « Pierre Goldman, l'assassinat », mars 2006, décembre 2007 et novembre 2009, sur France 2.

### Radio
- « Pierre Goldman », Rendez-vous avec X (France Inter), émission de 2005 rediffusée le 8 août 2022.